# Giardino giapponese

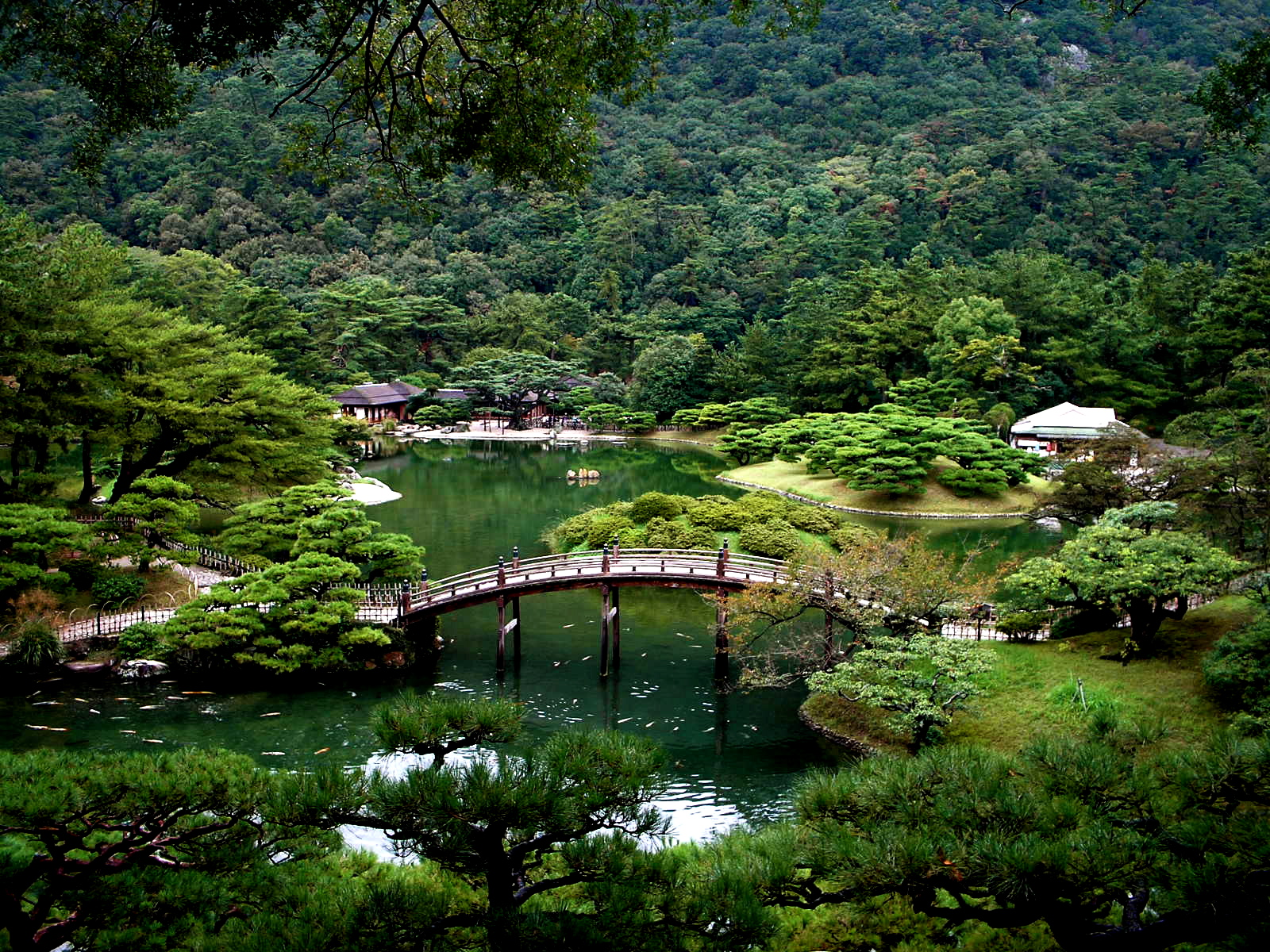
Il giardino Ritsurin presso Takamatsu a Kagawa

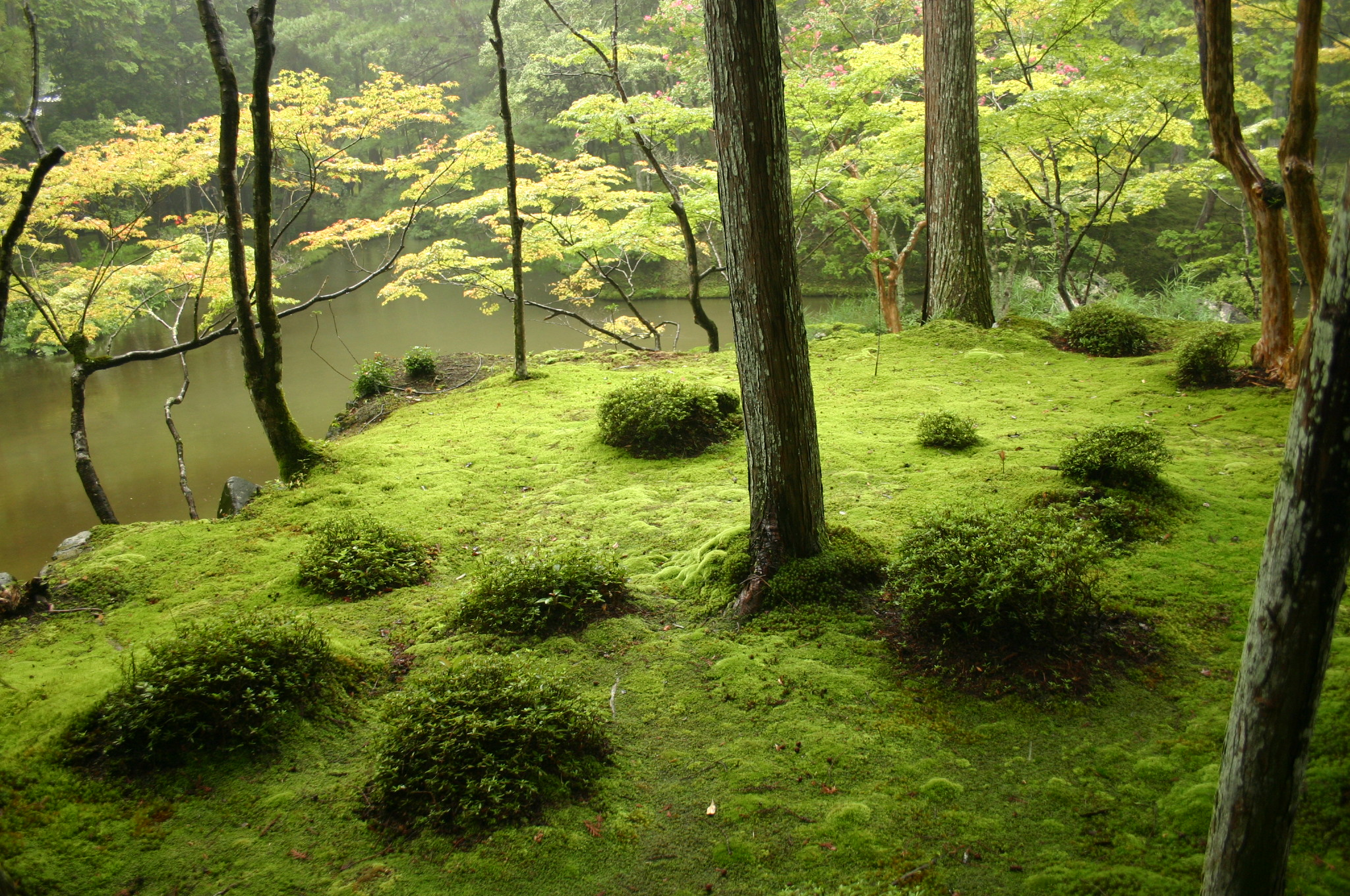
Saihō-ji (Kyoto), noto anche come il "giardino di muschio", iniziato nel 1339

Il giardino giapponese (日本庭園?, nihon teien) è un giardino tradizionale il cui progetto è basato sull'estetica e le idee filosofiche giapponesi, evitando ornamenti artificiali e sottolineando vedute naturali. Piante e materiali invecchiati dal tempo sono generalmente usati dai progettisti dei giardini per suggerire antiche e lontane vedute e per esprimere la fragilità dell'esistenza così come l'inarrestabile avanzata del tempo.
Per secoli i giardini giapponesi si sono sviluppati sotto l'influenza dei giardini cinesi, ma a partire dal Periodo Heian i progettisti di giardini giapponesi cominciarono a sviluppare i loro stili, basati su materiali della cultura giapponese. Durante il periodo Edo, dal XVII al XIX secolo, il giardino giapponese raggiunge il suo massimo livello e cristallizzò le sue forme in aspetti distinti, in particolare nello stile cosiddetto kaiyū shiki (回遊式庭園? "stile passeggiata") caratterizzato da una forte complessità compositivi e diffuso fra i giardini laici. Successivamente, a partire dalla fine del XIX secolo, i giardini giapponesi hanno iniziato a modellarsi fondendosi con le influenze occidentali.
I giardini laici degli imperatori e nobili sono stati progettati per la ricreazione e il piacere estetico, mentre i giardini religiosi di templi buddhisti sono stati progettati per la contemplazione e la discussione filosofica, in particolare con riferimento al mappō; una terza categoria intermedia è costituita dai giardini delle case per la cerimonia del tè. La credenza popolare per cui i giardini giapponesi servano per la meditazione è errata, dato che le pratiche ascetiche buddhiste si svolgono sempre al chiuso in specifici edifici chiamati zendō (禅堂?) e mai all'aperto.

## Caratteristiche
La caratteristica basilare del giardino giapponese è la presenza costante e inderogabile di quattro elementi standard combinati fra loro:
- rocce (石?, ishi, "rocce")
- acqua (水?, mizu, "acqua")
- vegetazione antropizzata (植栽?, shokusai, "manutenzione delle piante")
- manufatti paesaggistici (景物?, keibutsu, "elementi del paesaggio")

I quattro elementi sono stati fissati da un testo anonimo dell'XI secolo intitolato Sakuteiki, in cui si spiega come devono essere usati e giustapposti fra loro; le spiegazioni, benché spesso criptiche e ricche di regole e divieti, chiariscono che al giardino viene attribuito un doppio valore spaziale e umano, spesso instaurando un rapporto fra spazio e uomo di tipo esoterico.
La principale discriminante fra i vari stili di giardini giapponesi è la presenza o meno del secondo dei quattro elementi, ovvero l'acqua. La difficoltà di approvvigionamento dell'acqua in alcune località ha infatti portato i realizzatori di giardini a optare per soluzioni che non la prevedessero affatto. Data però l'obbligatorietà della presenza dell'acqua sancita dal Sakuteiki, i realizzatori hanno studiato varie maniere creative per incorporarla metaforicamente, arrivando alla creazione dei karesansui (枯山水?), ovvero giardini secchi in cui la presenza dell'acqua è rappresentata da distese di ghiaia che mimano il mare o di rocce che mimano cascate o altro, attraverso la tecnica paesaggistica del mitate (見立て? "imitazione").
I karesansui non sono una categoria a parte di giardini, ma un metodo di allestimento che può riguardare l'intero giardino o solo parte di esso, e fin dalla loro creazione nel XIV secolo da parte del monaco buddhista Musō Soseki (夢窓疎石?) si sono diffusi sia nei giardini religiosi sia in quelli laici, sia in quelli di dimensioni più estese sia negli tsubo niwa (坪庭?), giardinetti ricavati nelle intercapedini fra un edificio e un altro.
Una categoria intermedia di giardino religioso-laico è il roji (露地?), il giardino rustico che circonda interamente o in parte la chashitsu (茶室? "casa da tè") al cui interno si svolge la cerimonia del cha no yu. Questi giardini sono generalmente di dimensioni molto ridotte e sono caratterizzati da una precisa simbologia nell'uso dei quattro elementi poiché rappresentano una sorta di area di passaggio fra il mondo reale e quello simbolico all'interno della chashitsu.

## Storia

### Origini

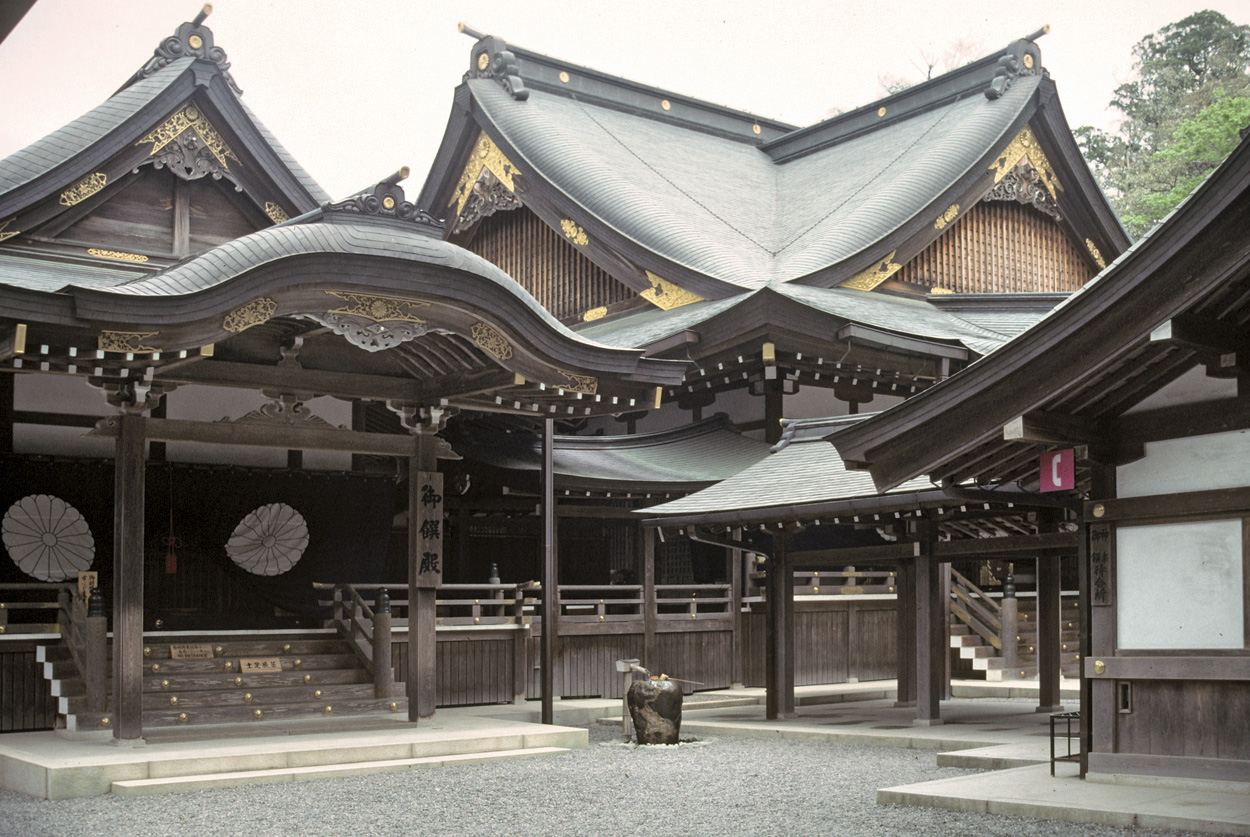
Santuario di Ise, un santuario shintoista costruito nel VII secolo, circondato da ghiaia bianca

L'idea di questi giardini unici ebbe origine nel periodo Asuka (tra il VI e il VII secolo circa). I mercanti giapponesi videro i giardini costruiti in Cina e portarono molte delle loro tecniche e stili in Giappone.
I giardini giapponesi sono nati sull'isola di Honshū, la grande isola centrale del Giappone. La loro estetica è stata influenzata dalle caratteristiche distintive del paesaggio dell'Honshu; aspre cime vulcaniche, valli strette e ruscelli impetuosi con cascate, laghi e spiagge pietrose. Sono stati anche influenzati dalla ricca varietà di fiori e dalle diverse specie di alberi, in particolare i sempreverdi in particolare, e dalle quattro stagioni ben distinte in Giappone, incluse le estati calde e umide e gli inverni nevosi.
I giardini giapponesi hanno le loro radici nella religione dello shintoismo giapponese, con la storia della creazione di otto isole perfette, e degli Shinchi, i laghi degli dei. Preistorici santuari shintoisti per i kami, gli dei e gli spiriti, si trovano sulle spiagge e nelle foreste in tutta l'isola. A volte hanno forme insolite, come rocce o alberi, che sono stati contrassegnati con corde di fibra di riso shimenawa, e circondati da pietre o ciottoli bianchi, simbolo di purezza. Il cortile di ghiaia bianca è diventato un tratto distintivo di santuari shintoisti, palazzi imperiali, templi buddisti e giardini zen. Da notare che l'interpretazione dei "giardini zen" (piccoli giardini scenici) come espressione della filosofia zen risale all'epoca moderna e in realtà si applica a una tecnica di composizione derivata dalla pittura con inchiostri risalente alla Dinastia Song. Il termine giardino zen appare nella letteratura inglese per la prima volta negli anni 1930, mentre in Giappone i termini zen teien o zenteki teien compaiono ancora più tardi a partire dagli anni 1950. a composizione o costruzione di questi non ha rapporti con la religione zen.
I giardini giapponesi sono stati anche fortemente influenzati dalla filosofia cinese del taoismo e dell'amidismo, importato dalla Cina nel 552 circa. Leggende taoiste parlano di cinque isole montuose abitate dagli Otto Immortali, che vivevano in perfetta armonia con la natura. Ogni immortale volava dalla sua casa di montagna sul dorso di una gru. Le isole stesse si trovavano sul retro di un'enorme tartaruga marina. In Giappone, le cinque isole della leggenda cinese sono diventate una sola isola, chiamata Horai-zen, o Monte Horai. Le repliche di questa montagna leggendaria, simbolo di un mondo perfetto, sono una caratteristica comune dei giardini giapponesi, come lo sono le rocce che rappresentano tartarughe e gru.

### Nell'antichità
I primi giardini giapponesi furono quelli per il piacere degli imperatori giapponesi e dei nobili. Sono citati in diversi brevi passaggi del Nihongi, la prima cronaca della storia giapponese, pubblicato nel 720. Nella primavera dell'anno 74 riporta: «L'imperatore Keikō ha fatto mettere alcune carpe in uno stagno, felice di vederle al mattino e alla sera». L'anno successivo: «L'imperatore ha fatto mettere una barca a doppio scafo nello stagno di Ijishi a Ihare, e se ne andò a bordo con la sua concubina imperiale, e banchettarono sontuosamente insieme». Infine al 486 riporta «L'imperatore Kenzō andò in giardino e banchettò a bordo di una barca in un ruscello».
Il giardino cinese ha avuto un'influenza molto forte sui primi giardini giapponesi. Nel 552 circa il buddismo è stato importato ufficialmente in Giappone, attraverso la Corea, dalla Cina. Tra il 600 e il 612, l'imperatore giapponese inviò quattro delegazioni alla corte della dinastia cinese Sui. Tra il 630 e l'838, la corte cinese ha inviato altre quindici delegazioni alla corte della dinastia Tang. Queste delegazioni, con più di cinquecento membri ciascuna, includevano tra l'altro diplomatici, studiosi, studenti, monaci buddisti e traduttori. Hanno così importato la scrittura cinese, oggetti d'arte e descrizioni dettagliate di giardini cinesi.
Nel 612, l'imperatrice Suiko fece costruire un giardino costituito da una montagna artificiale, che rappresenta Shumi-Sen, o Monte Meru, ritenuto nella tradizione indù e buddhista il centro del mondo. Durante il regno della stessa imperatrice, uno dei suoi ministri, Soga No Umako, fece realizzare un giardino nel suo palazzo con un lago e numerose piccole isole, che rappresentano le isole dei famosi Otto Immortali delle leggende cinesi e della filosofia taoista. Il palazzo, quando divenne di proprietà degli imperatori giapponesi, venne chiamato "Il Palazzo delle Isole", ed è stato menzionato più volte nella Man'yōshū, la "Collezione di Foglie Innumerevoli", la più antica collezione conosciuta di poesia giapponese.
In base alle limitate testimonianze letterarie ed archeologiche disponibili i giardini giapponesi dell'epoca furono versioni modeste dei giardini imperiali della dinastia Tang, con grandi laghi su cui si trovavano isole e montagne artificiali. Le coste degli stagni erano realizzate con rocce pesanti. Anche se questi giardini avevano alcuni simboli buddisti e taoisti, erano pensati come giardini di piacere e posti per feste e celebrazioni.

### Periodo Nara (710–794)

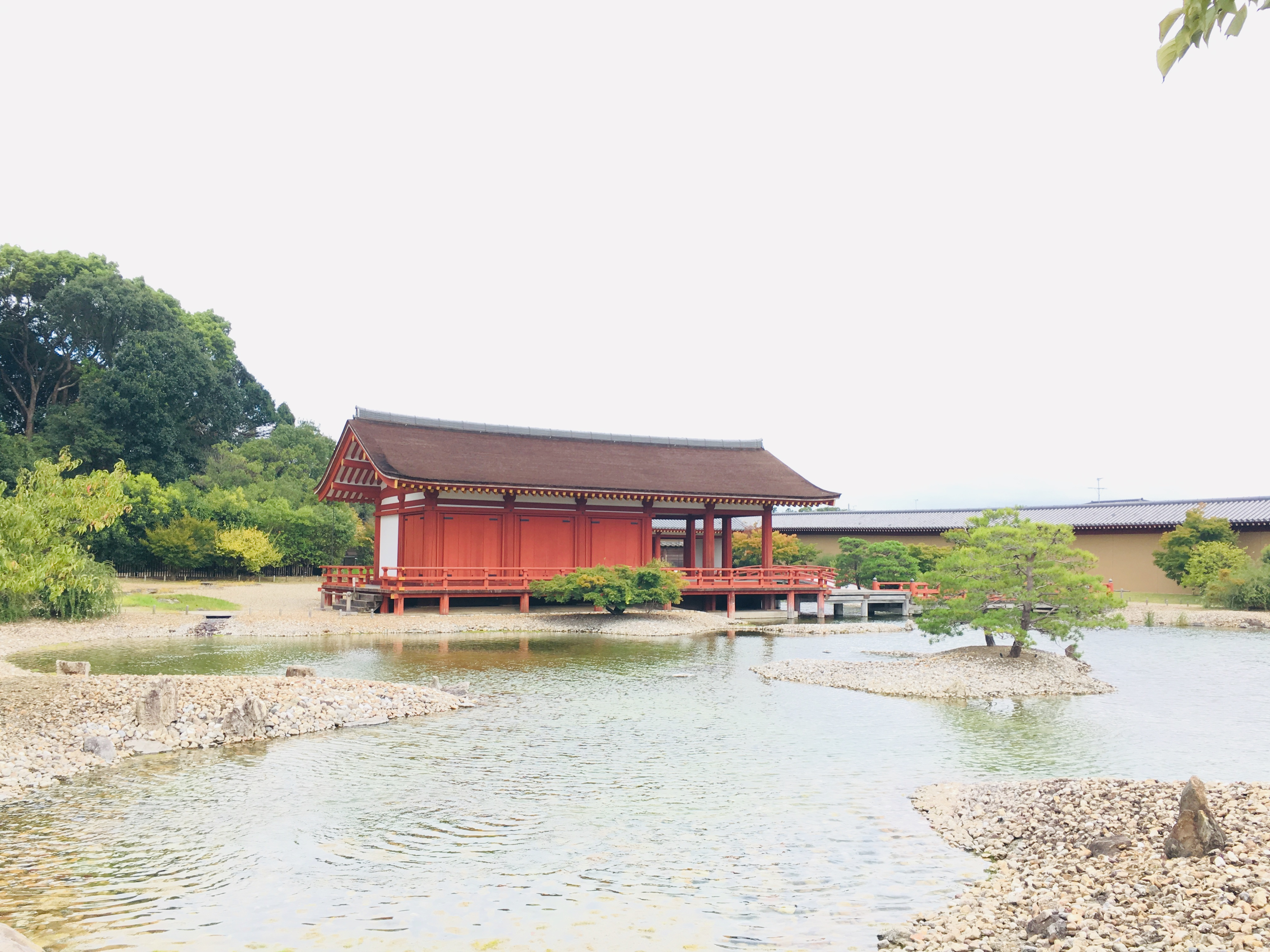
I giardini del padiglione principale del palazzo orientale a Palazzo Heijō, Nara.

I primi autentici giardini giapponesi furono costruiti a Heijō, l'attuale Nara, in cui era stata spostata la capitale alla fine dell'VIII secolo, e che dà nome al periodo. Le linee delle coste e le pietre posate avevano un aspetto naturale, diversamente da quelle più pesanti del periodo continentale. Negli scavi della città vecchia sono stati ritrovati due di questi giardini, entrambi erano usati per festival di scrittura di poesie. Uno di questi, il giardino del Palazzo Orientale nel Palazzo Heijō è stato fedelmente ricostruito nello stesso luogo e con elementi originali estratti dagli scavi.

### Periodo Heian (794-1186)

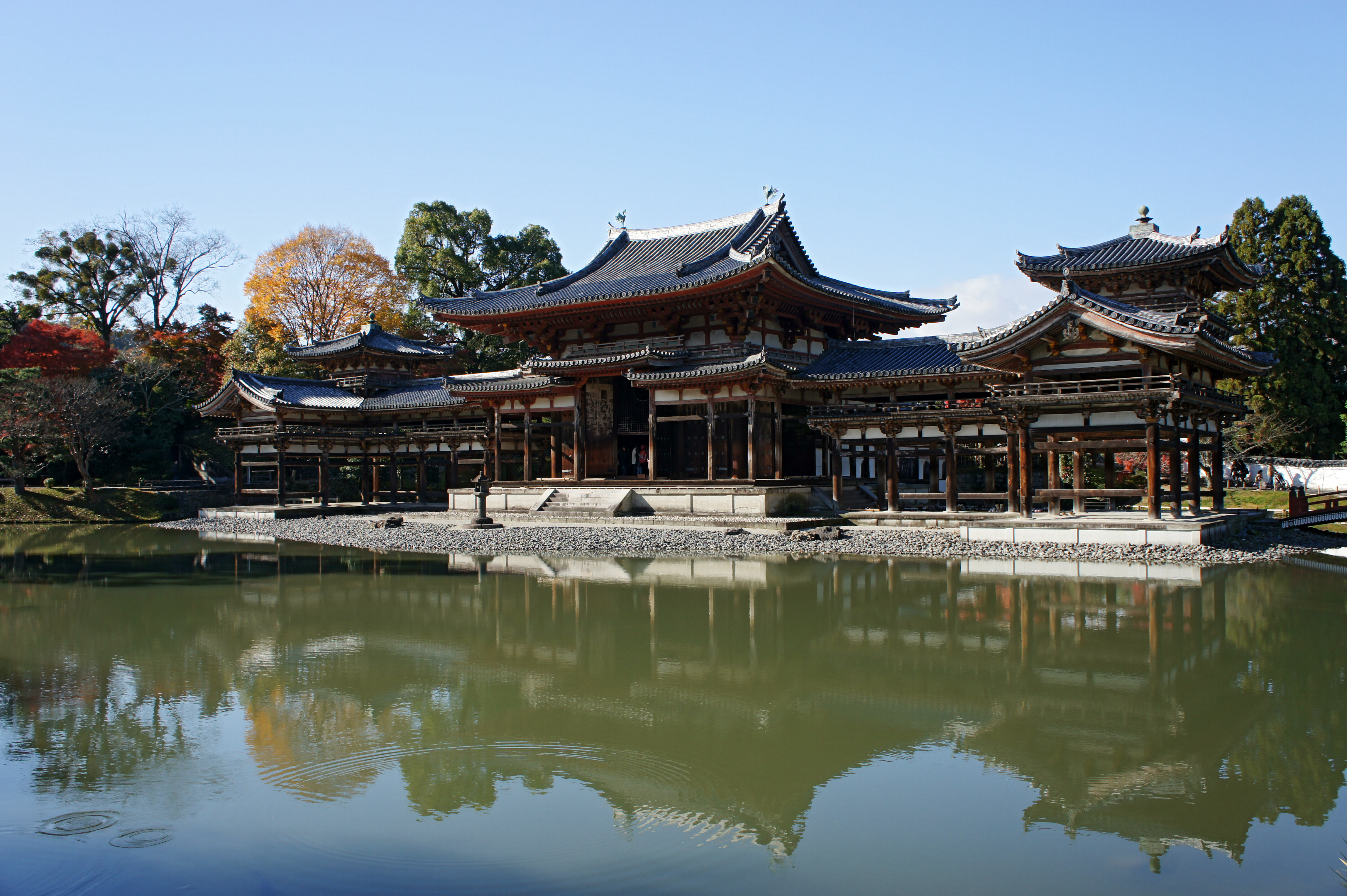
Il Tempio della Fenice, presso il Byōdō-in

Nel 794, all'inizio del periodo Heian, la corte giapponese spostò la sua capitale a Heian-kyō (l'odierna Kyoto). Durante questo periodo, ci sono stati tre diversi tipi di giardini: giardini di palazzo dei nobili della capitale, i giardini delle ville alla periferia della città e i giardini dei templi.
L'architettura dei palazzi, dimore e giardini nel periodo Heian segue la pratica cinese. Case e giardini sono stati allineati su un asse nord-sud, con la residenza a nord e gli edifici cerimoniali che si allargavano in due lunghe ali a sud, racchiudendo il giardino principale. Nei giardini erano presenti uno o più laghi collegati tra loro da ponti e tortuosi torrenti. Il giardino della residenze imperiali comprendeva una vasta area vuota di sabbia o ghiaia bianca. L'imperatore era il sommo sacerdote del Giappone, e la sabbia bianca rappresentava la purezza, era un luogo dove gli dei potevano essere accolti. L'area era utilizzata per le cerimonie religiose e le danze per l'accoglienza degli dei.
Il layout del giardino stesso era strettamente determinato secondo i principi della geomanzia tradizionale cinese, o feng shui. Secondo il primo testo conosciuto sull'arte del giardino giapponese, il Sakuteiki, scritto nell'XI secolo: «È un buon auspicio arrivare da est, per entrare nel giardino e passare sotto la casa, e poi lasciarla da sud-est. In questo modo, l'acqua del drago blu porterà via tutti gli spiriti cattivi della casa verso la tigre bianca.»
I giardini imperiali del periodo Heian erano giardini d'acqua, dove i visitatori viaggiavano su eleganti barche laccate, ascoltando musica, osservando le montagne lontane, cantando, leggendo poesie, dipingendo e ammirando il paesaggio del giardino. La vita sociale nei giardini è stata descritta nel Genji monogatari, il romanzo giapponese classico scritto intorno al 1005 dalla dama di corte Murasaki Shikibu. Le tracce del lago artificiale Osawa No Ike, nei pressi del Daikaku-ji a Kyoto, possono ancora essere viste. È stato fatto costruire dall'imperatore Saga, che regnò dall'809-823 e si diceva che fosse ispirato al lago Dongting in Cina.
Una replica in scala ridotta del Palazzo imperiale di Kyōto del 794 d.C., l'Santuario Heian, è stato costruito a Kyoto nel 1895 per celebrare il 1100º compleanno della città. Il giardino sud è famoso per i suoi fiori di ciliegio in primavera, e per le azalee precoci in estate. Il giardino ovest è invece noto per le iridi di giugno e il grande lago del giardino orientale richiama le feste in barca dell'VIII secolo.
Verso la fine del periodo Heian fa la sua comparsa un nuovo stile, creato dai seguaci del Buddhismo della Terra Pura. Questi erano chiamati "Giardini del paradiso" ed erano costruiti per rappresentare il leggendario Paradiso Occidentale, dove regna l'Amitabha Buddha Buddha Amida. Questi Furono costruiti da nobili che volevano affermare il loro potere e l'indipendenza dalla casa imperiale, che stava diventando sempre più debole. Il miglior esempio superstite di un Giardino del Paradiso è Byōdō-in a Uji, nei pressi di Kyoto. In origine era la villa di Fujiwara no Michinaga (966-1028), che ha sposato le sue figlie con i figli dell'imperatore. Dopo la sua morte, suo figlio trasformò la villa in un tempio, e nel 1053 costruì la Sala della Fenice, che si può ancora ammirare.
Questa è costruita con lo stile tradizionale di un tempio cinese della dinastia Song, su un'isola nel lago. Ospita una statua dorata del Buddha Amithaba, rivolta ad ovest. Nel lago di fronte al tempio c'è una piccola isola di rocce bianche, che rappresenta il Monte Horai, la casa degli Otto Immortali del taoismo, collegata al tempio da un ponte, che simboleggia la strada per il paradiso. È stato progettato per la mediazione e la contemplazione, non come un giardino di bellezza. È stata una dimostrazione di filosofia taoista e buddista creata con paesaggio e architettura, un prototipo per i futuri giardini giapponesi.
I principali giardini del periodo Heian ancora esistenti o ricreati includono:
- Daikaku-ji
- Byōdō-in
- Palazzo imperiale di Kyōto
- Jōruri-ji

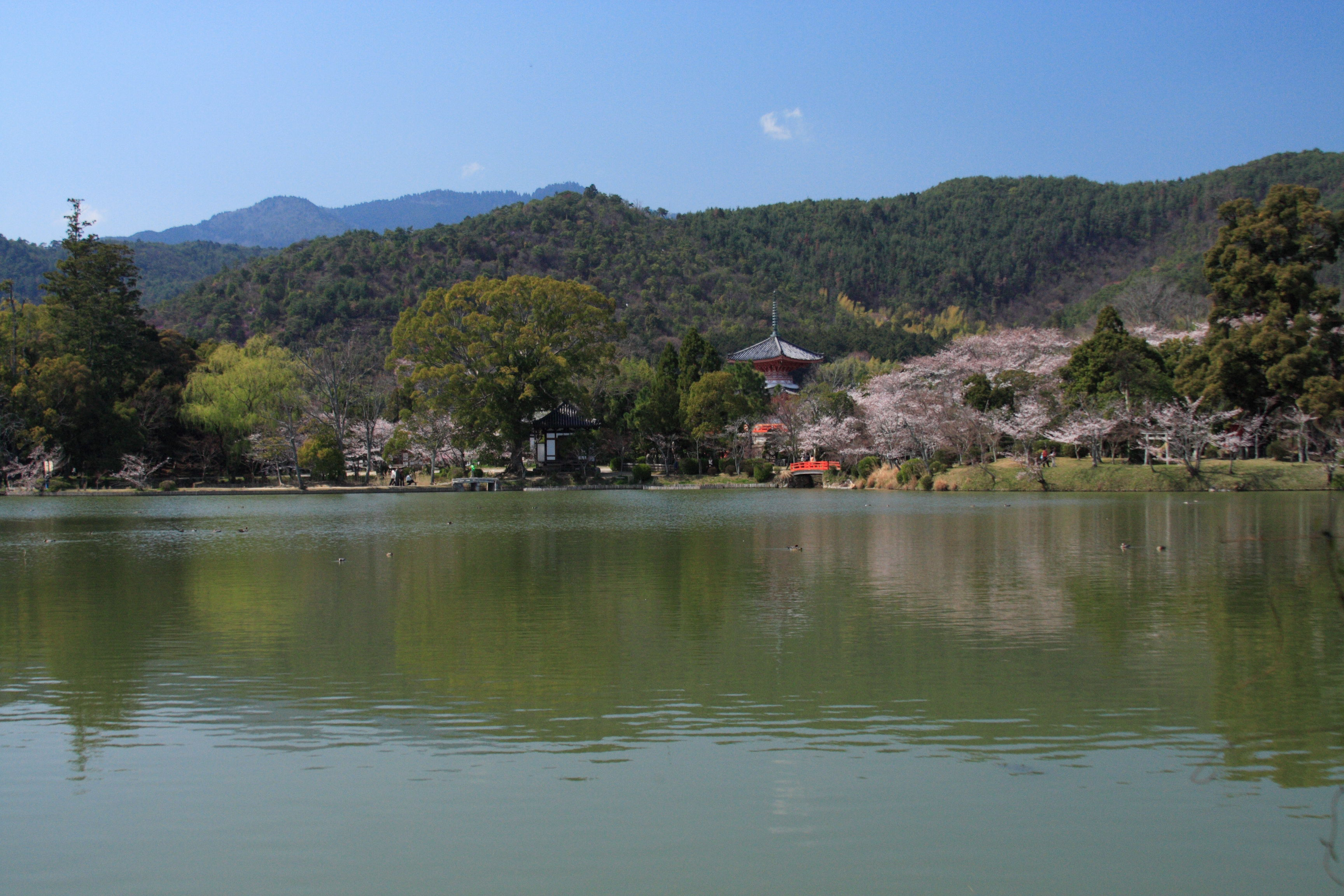
Il lago Osawa di Kyoto è stato parte dei vecchi giardini imperiali dell'imperatore Saga (809-823 d.C.)
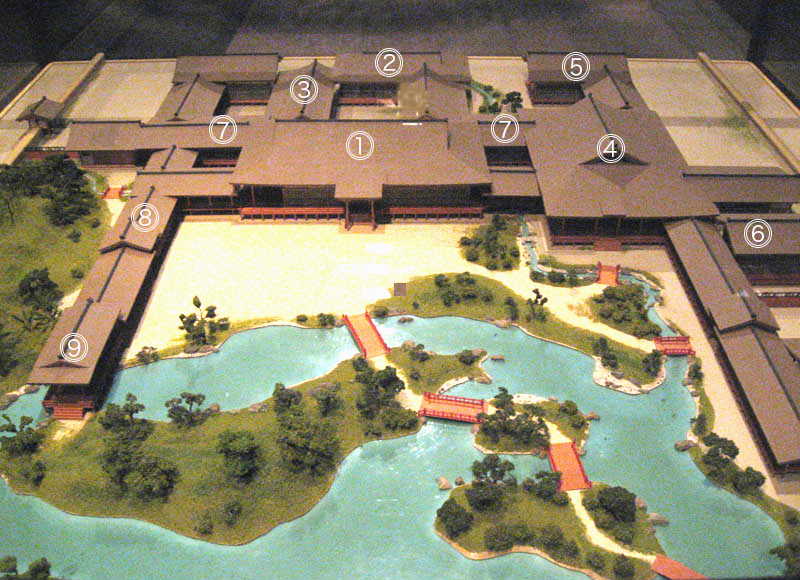
Modello di una residenza e del giardino al Palazzo imperiale di Kyōto nel periodo Heian
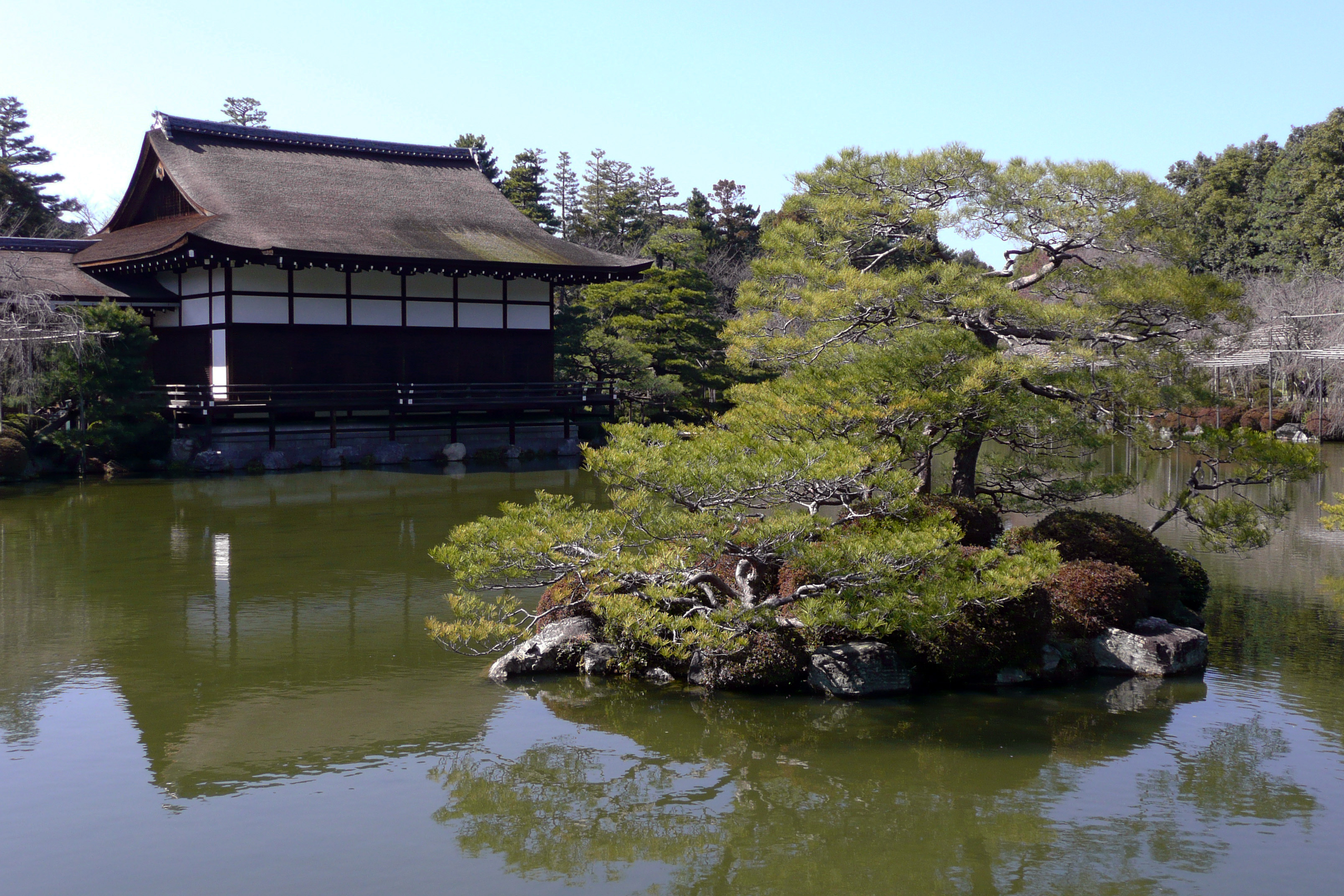
Una ricostruzione ottocentesca in scala reale del primo giardino del palazzo imperiale di Kyoto come era nel 794.
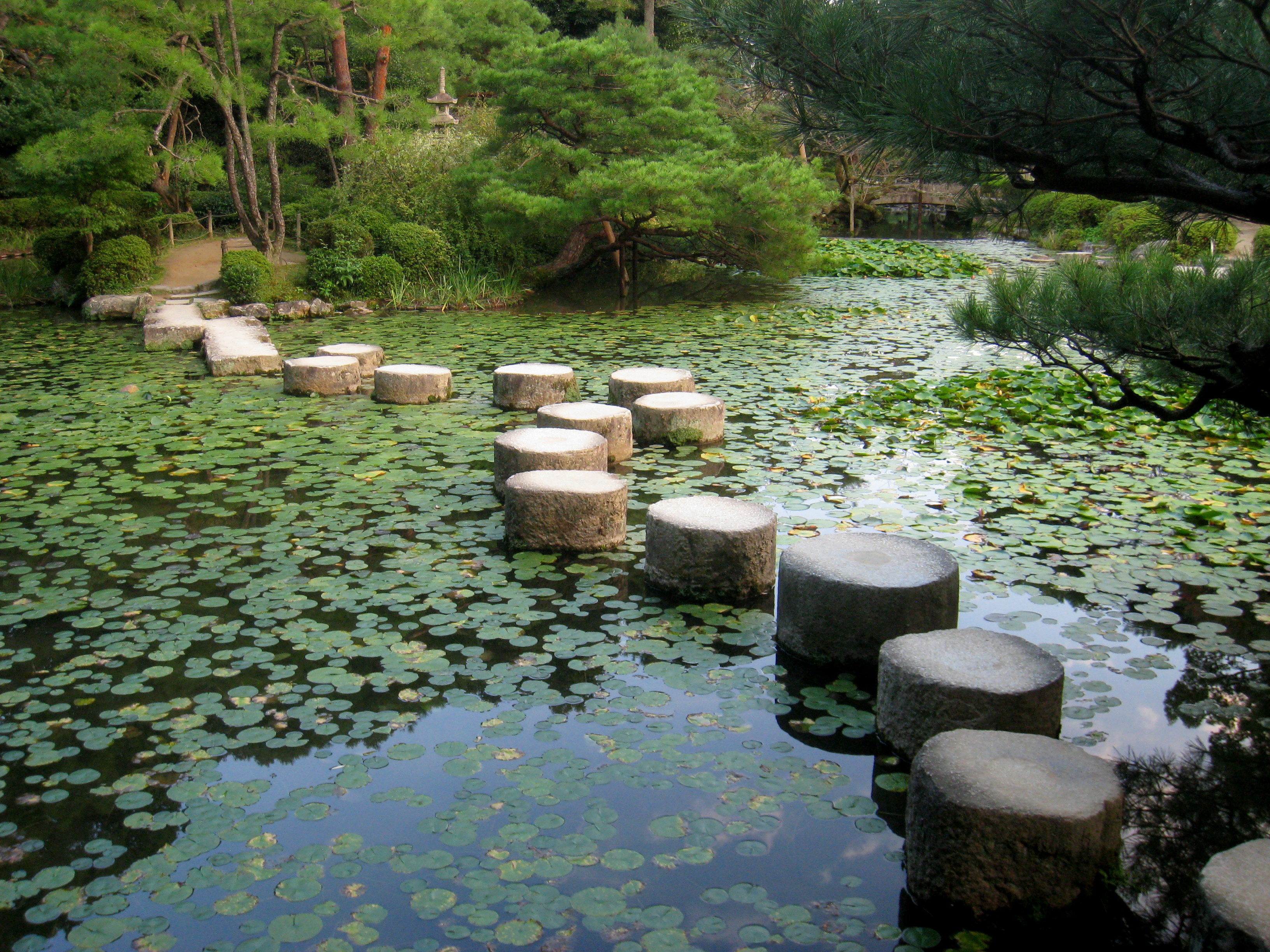
Pietre-ponte nel giardino del primo palazzo imperiale di Kyoto; queste pietre facevano originariamente parte di un ponte del XVI secolo sul fiume Kamo, che è stato distrutto da un terremoto[17].
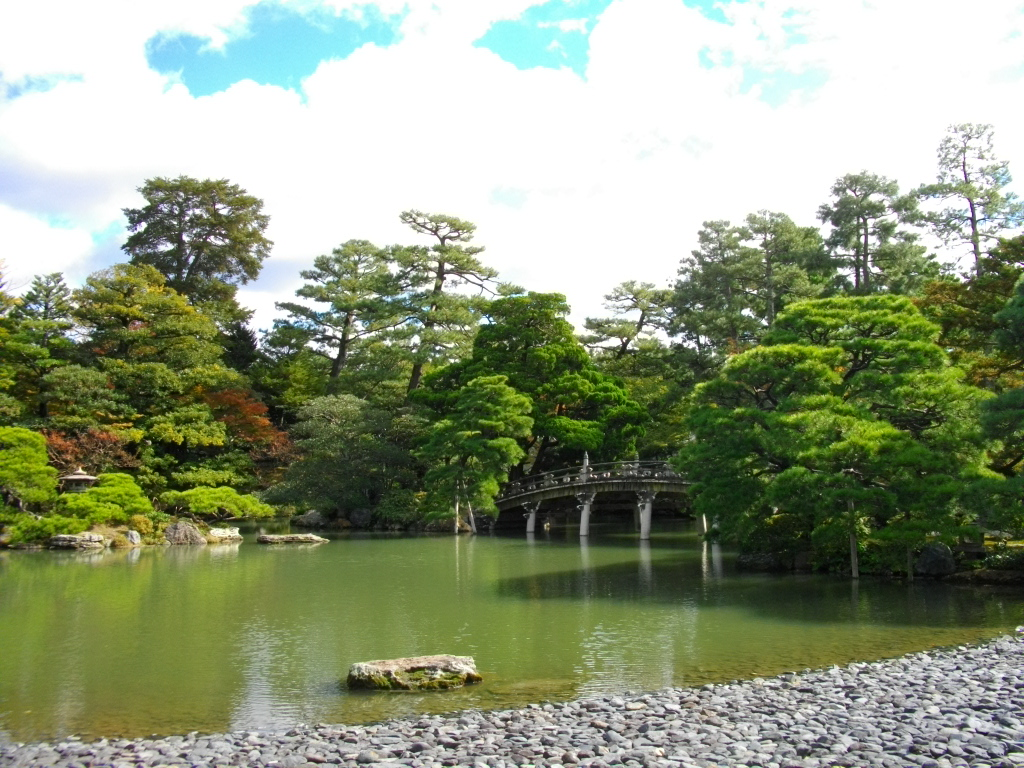
Ricreazione del giardino del palazzo imperiale di Kyoto

### Periodi Kamakura e Muromachi (1185-1573)

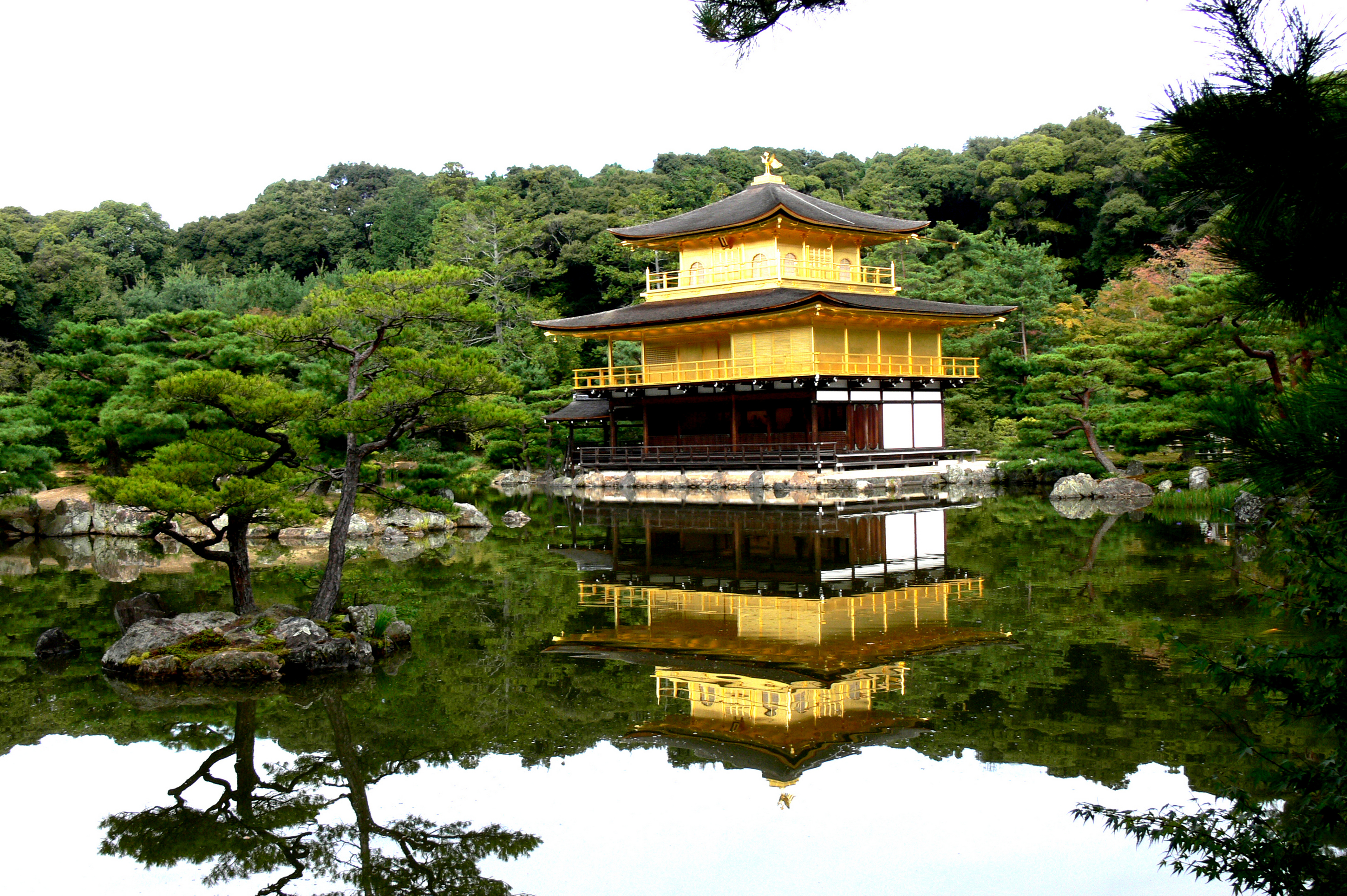
Il Padiglione d'Oro

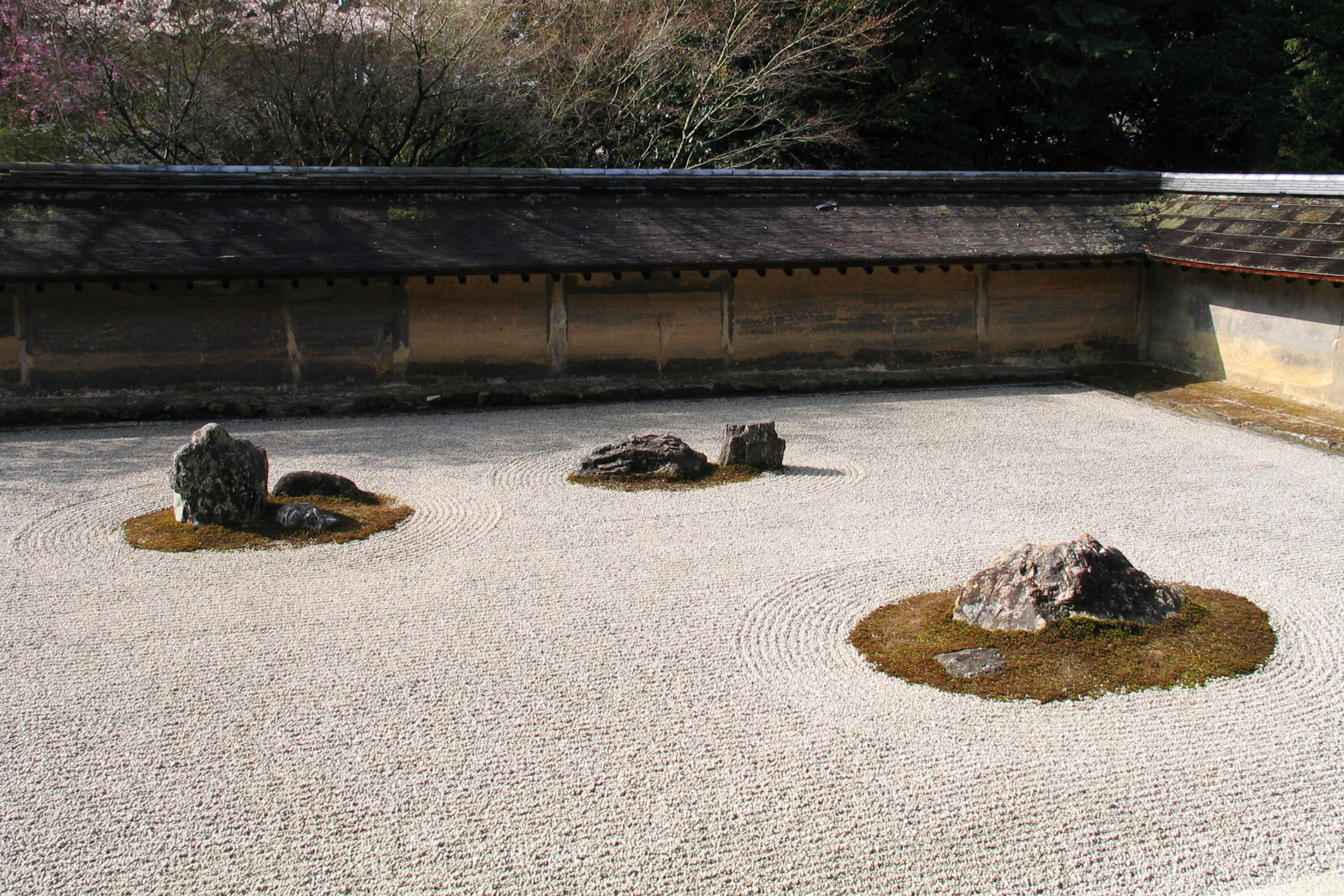
Il Ryoan-ji, formato solamente da sabbia e rocce

La debolezza degli imperatori e la rivalità dei signori della guerra feudali portarono a due guerre civili, la ribellione di Hōgen (1156) e quella di Heiji (1159), che distrussero la maggior parte di Kyoto e dei suoi giardini. La capitale fu trasferita a Kamakura nel 1192, per tornare nel 1336 a Kyoto. Gli imperatori governavano solo di nome, il vero potere era detenuto da un governatore militare, lo shōgun. Durante questo periodo, il governo riaprì le relazioni con la Cina, che erano state interrotte quasi trecento anni prima. Monaci giapponesi andarono di nuovo a studiare in Cina e monaci cinesi arrivarono in Giappone, in fuga dalle invasioni mongole. I monaci portarono con loro una nuova forma di buddhismo, chiamato semplicemente zen, o "meditazione". Il primo giardino zen in Giappone è stato costruito da un sacerdote cinese nel 1251 a Kamakura. Il Giappone godette di una rinascita nella religione, nelle arti e in particolare nei giardini.
Molti famosi giardini-tempio sono stati costruiti agli inizi di questo periodo, compreso il Kinkaku-ji (Tempio del padiglione d'oro), costruito nel 1398 e il Ginkaku-ji (il Padiglione d'Argento), costruito nel 1482. In qualche modo hanno seguito i principi zen di spontaneità, estrema semplicità e moderazione, ma per altri aspetti erano tradizionali cinesi della dinastia Song; i piani superiori del Padiglione d'Oro erano coperti di foglie d'oro, ed erano circondati da giardini acquatici tradizionali.
Lo stile più notevole inventato in questo periodo era il Karesansui (impropriamente chiamati anche "giardini zen"). Uno degli esempi più belli e più noti è il Ryōan-ji a Kyoto. Questo giardino misura solo 9 metri di larghezza e 24 metri di lunghezza, ed è composto da sabbia bianca rastrellata con cura per sembrare acqua e quindici rocce accuratamente disposte come piccole isole. È pensato per essere visto da una posizione seduta sotto il portico della residenza dell'abate del monastero. Ci sono stati molti dibattiti su ciò che le rocce dovrebbero rappresentare, ma, come lo storico Gunter Nitschke ha scritto, "Il giardino di Ryoan-ji non simboleggia nulla. Non ha il valore di rappresentare una bellezza naturale che può essere trovata in natura, reale o mitica. Lo considero come una composizione astratta "naturale" degli oggetti nello spazio, una composizione la cui funzione è quella di incitare la mediazione".
Molti dei famosi giardini zen di Kyoto furono opera di un singolo uomo Muso Soseki (1275-1351), un monaco discendente dall'imperatore Uda e un formidabile uomo politico di corte, scrittore e organizzatore, che armò e finanziò navi per riaprire gli scambi commerciali con la Cina e fondò un'organizzazione chiamata "Le Cinque Montagne", composta dai più potenti monasteri zen di Kyoto. Fu responsabile per la costruzione dei giardini zen di Nanzen-ji, di Saihō-ji (giardino di muschio) e Tenryū-ji.
Giardini notevoli dei periodi Kamakura e Muramachi sono situati nei templi di:
- Kinkaku-ji (il Padiglione d'Oro)
- Ginkaku-ji (il Padiglione d'Argento)
- Nanzen-ji
- Saihō-ji (il giardino di muschio)
- Tenryū-ji
- Daisen-in

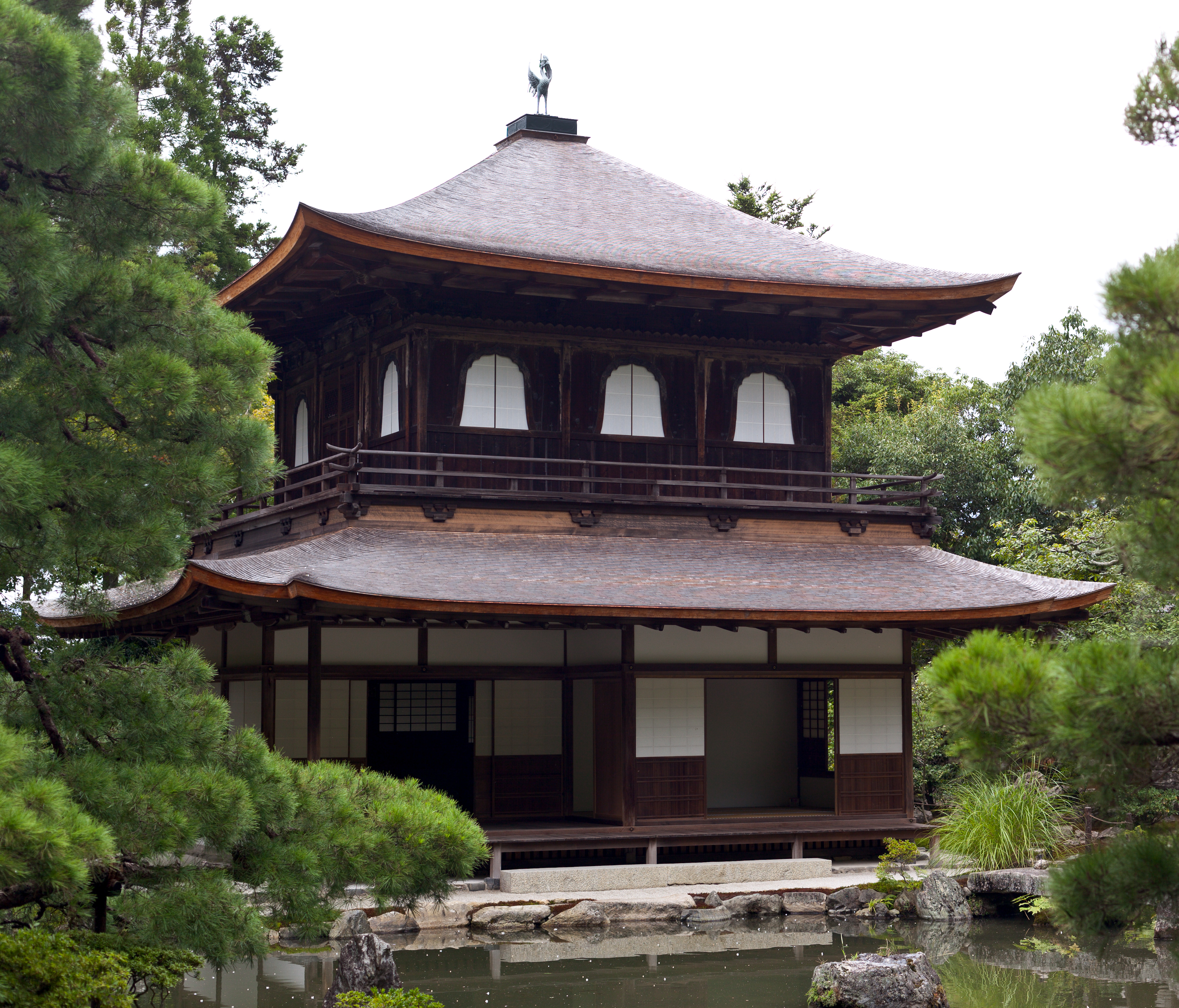
Ginkaku-ji, o Padiglione d'Argento, a Kyoto, era (ed è tuttora) un tempio buddista zen (1482)
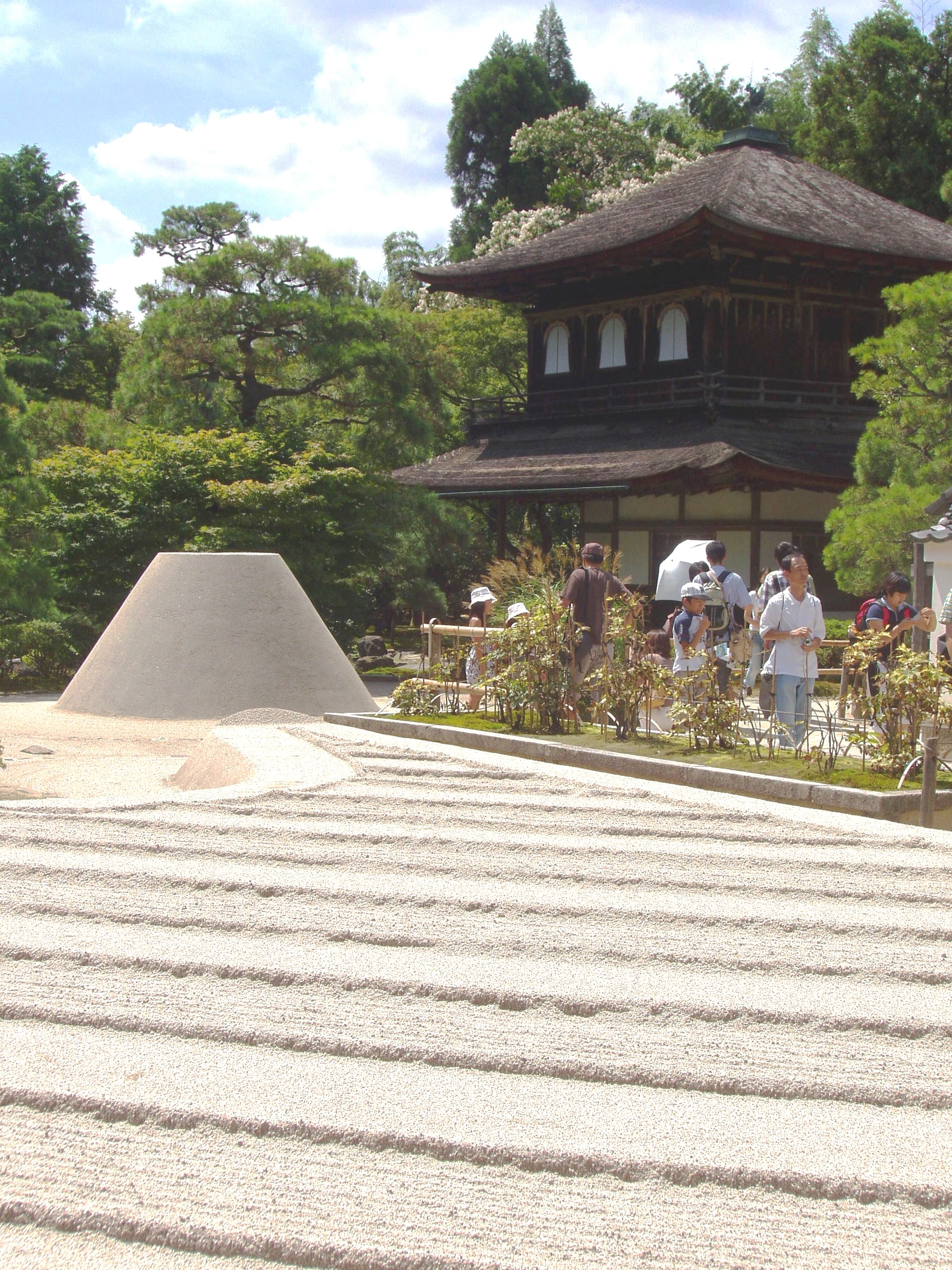
Il giardino roccioso di Ginkaku-ji è dotato di una montagna in miniatura a forma del Monte Fuji
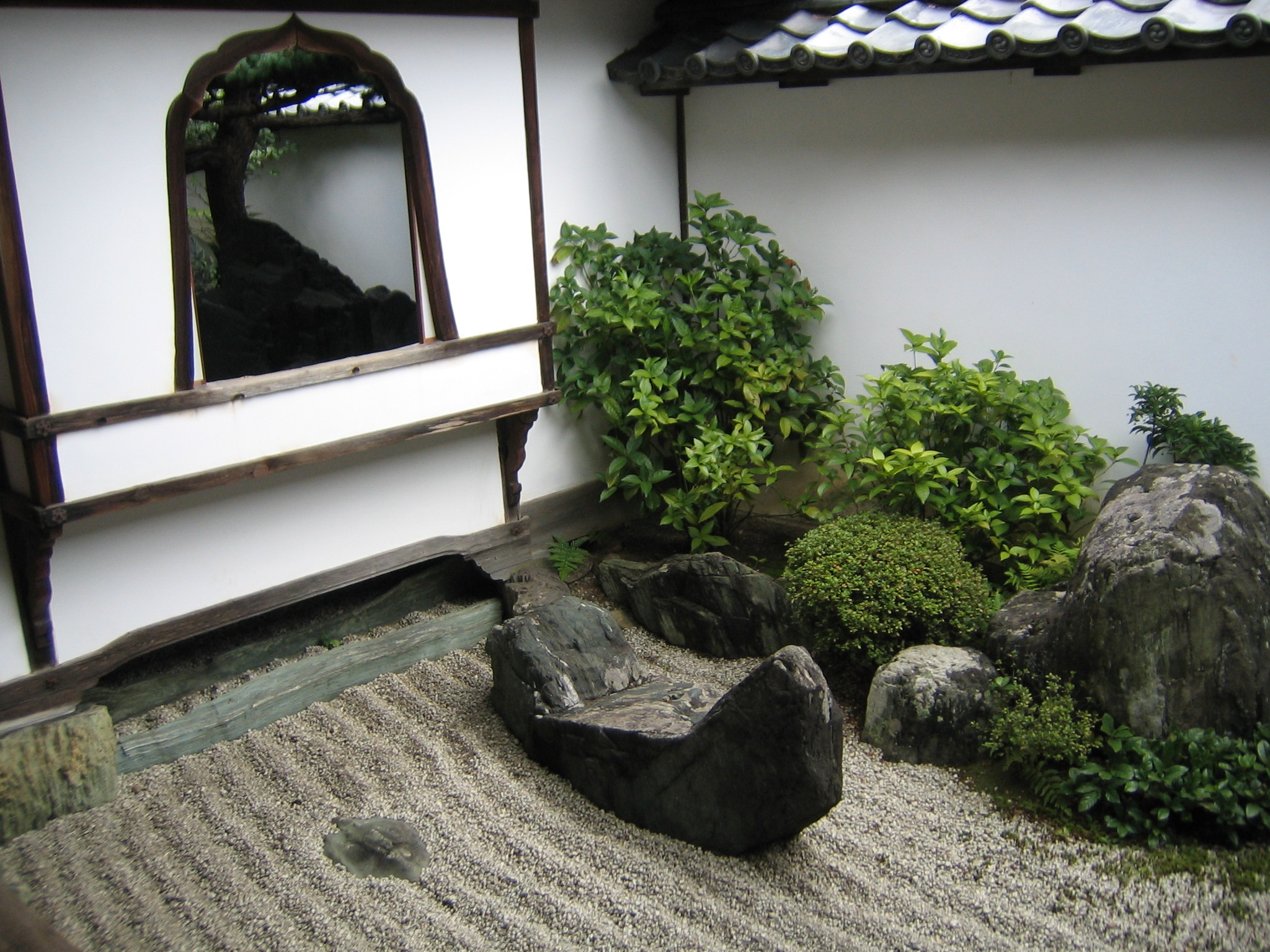
Il giardino Daisen-in a Kyoto
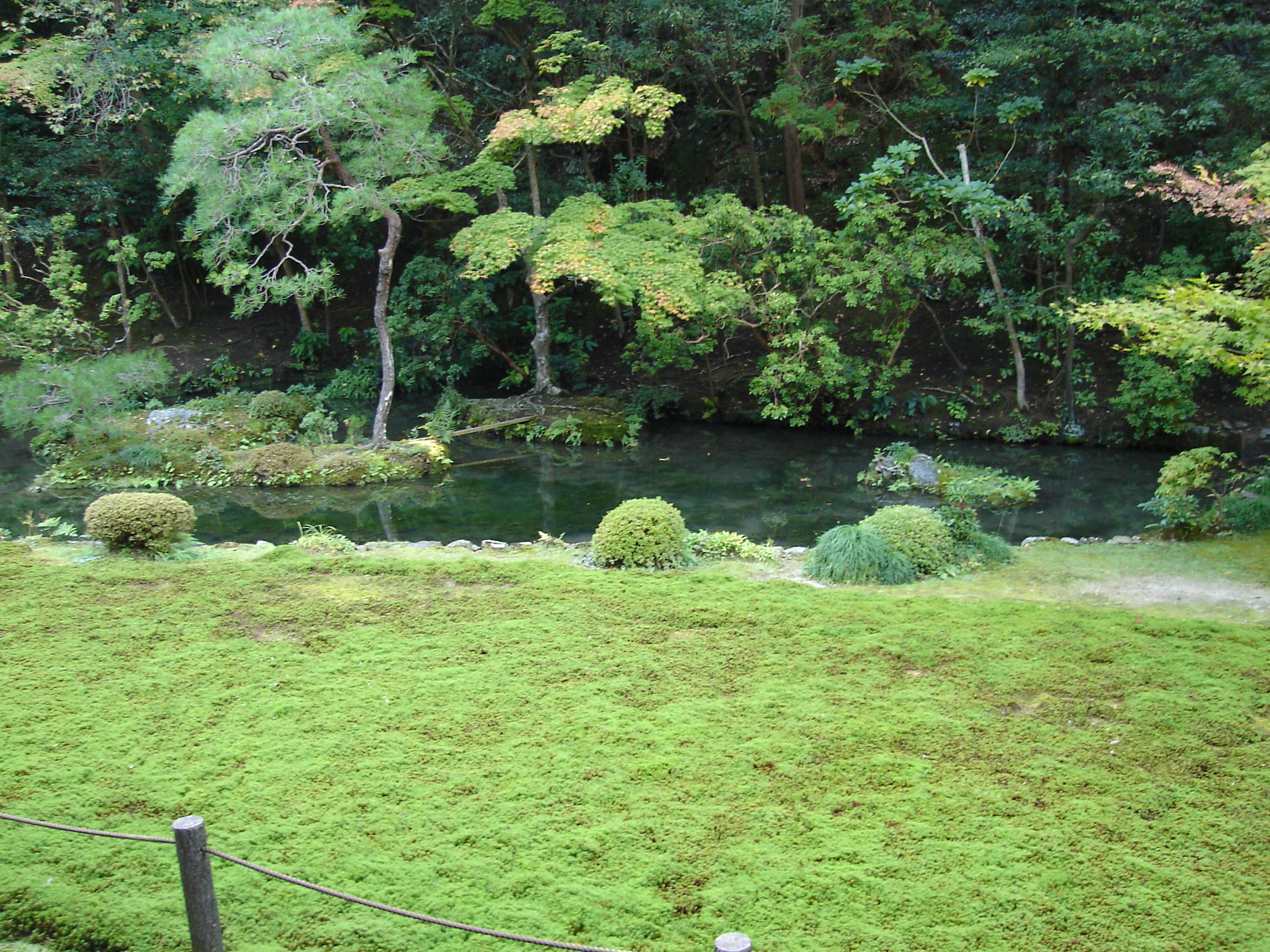
Il giardino Nanzen-ji a Kyoto è stato costruito da Muso Soseki, ma non tutti i giardini zen sono stati fatti di roccia e sabbia; i monaci qui contemplavano una scena della foresta
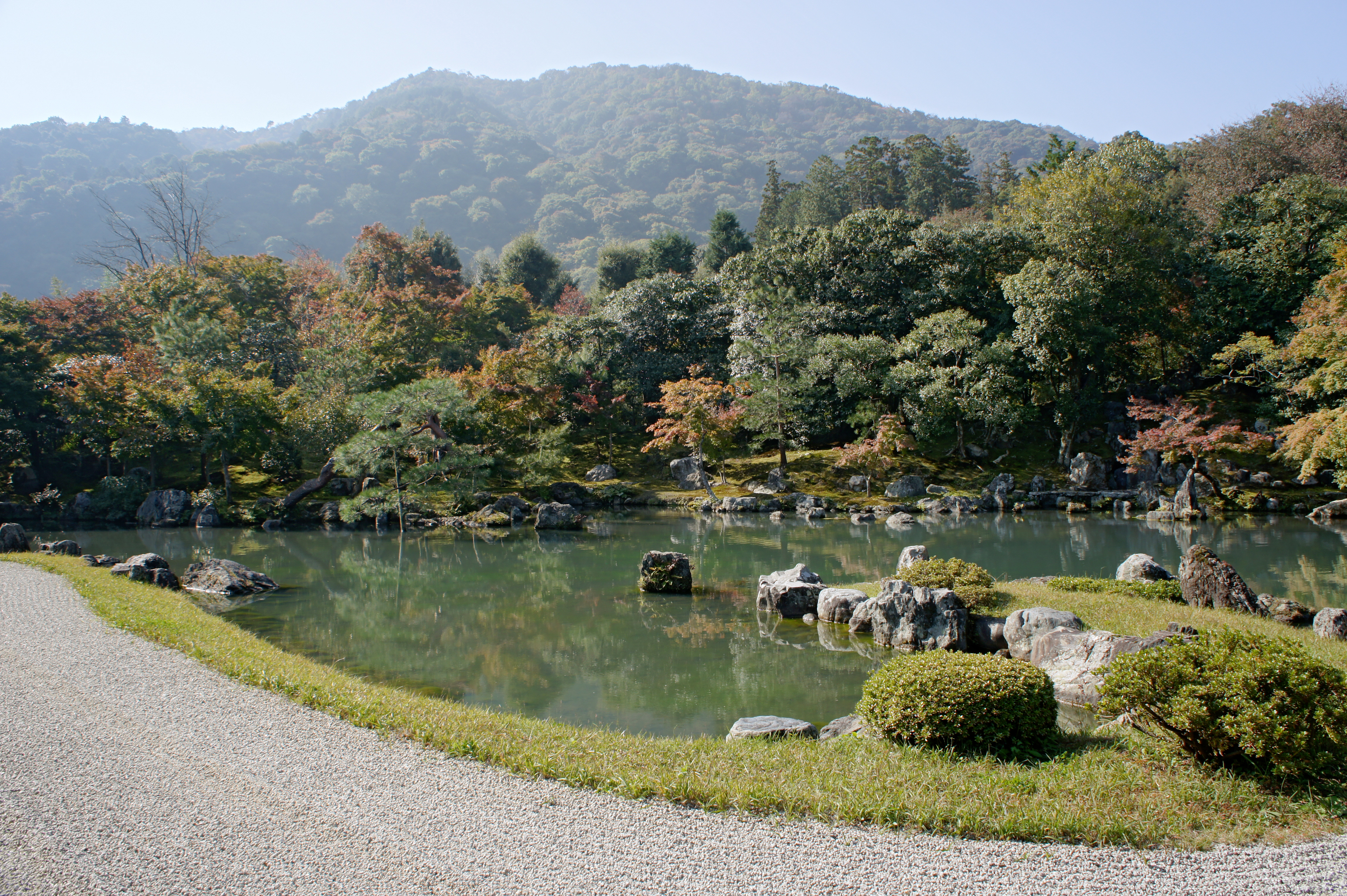
Il giardino Tenryu-ji a Kyoto, il cui stagno Sogen, creato da Muso Soseki, è una dei pochi superstiti del giardino originale

### Periodo Momoyama (1568-1600)

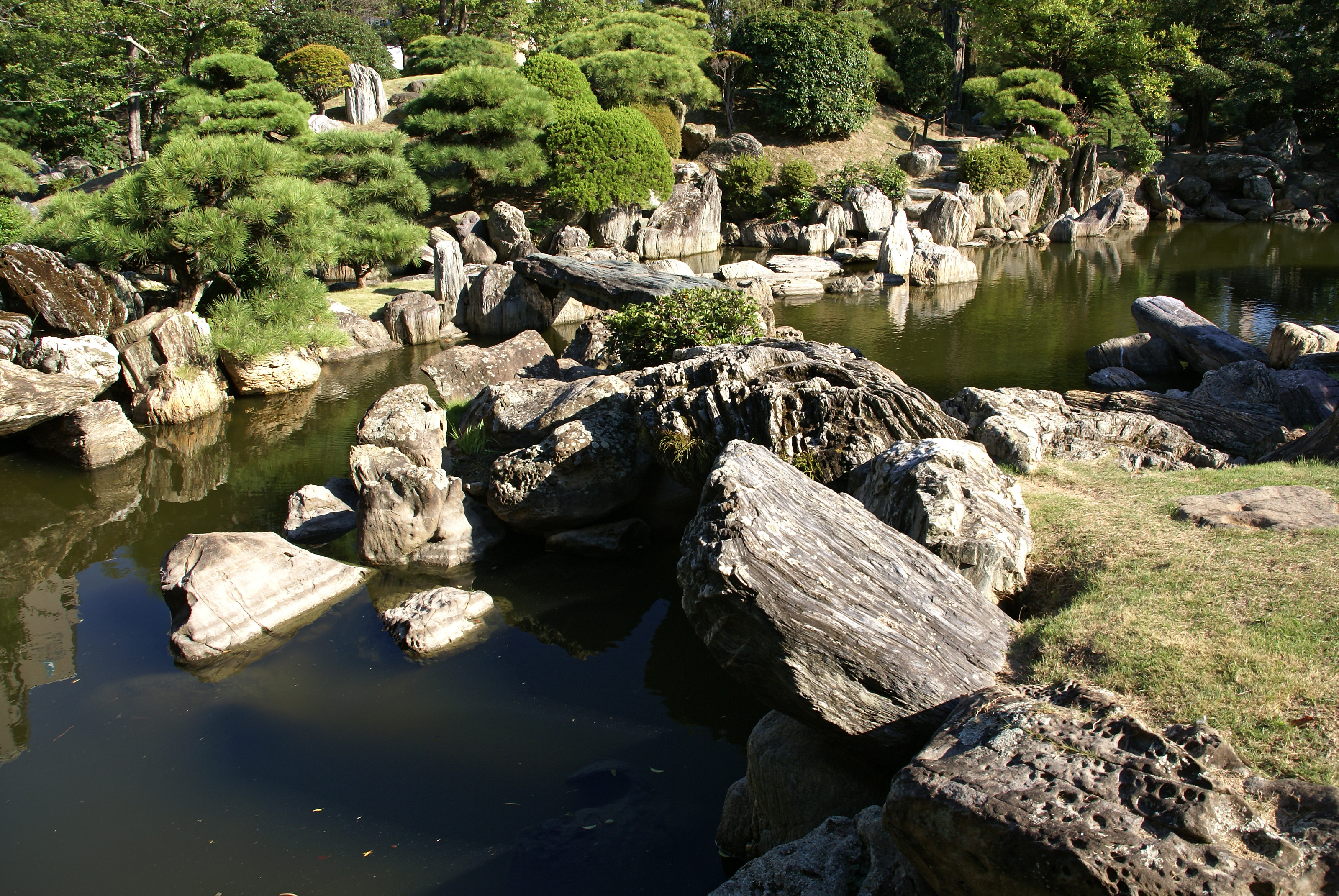
Il giardino del castello di Tokushima (1592)

Il periodo Momoyama fu breve, solo 32 anni, e fu in gran parte occupato dalle le guerre tra i daimyō, i capi delle famiglie feudali giapponesi. I nuovi centri di potere e di cultura in Giappone erano i castelli fortificati dei daimyō, attorno ai quali apparvero nuove città e giardini. Il giardino caratteristico del periodo è caratterizzato uno o più stagni o laghi vicino alla residenza principale o shoin, non lontano dal castello. Questi giardini sono stati pensati per essere visti dall'alto, dal castello o dalla residenza. I daimyō avevano sviluppato le capacità di taglio e di sollevamento di grosse pietre per costruire i loro castelli e disponevano di eserciti di soldati per spostarli. I laghi artificiali erano circondati da spiagge di piccole pietre e decorati con arrangiamenti di massi, e attraversati da ponti in pietra naturale e sentieri di pietre. I giardini di questo periodo combinano elementi di un giardino per passeggiate, pensato per essere visto dai vialetti sinuosi, con elementi del giardino roccioso, come le montagne artificiali, destinate a essere contemplate da lontano.
Il giardino più famoso di questo stile, costruito nel 1592, si trova vicino al castello di Tokushima sull'isola di Shikoku. Le sue caratteristiche degne di nota comprendono un ponte di 10,5 metri di lunghezza formato da due rocce naturali.
Un altro giardino degno di nota del periodo tuttora esistente è quello del Sanbō-in, costruito da Toyotomi Hideyoshi nel 1598 per celebrare la festa della fioritura dei ciliegi e per ricreare lo splendore di un antico giardino. Trecento costruttori di giardini hanno lavorato al progetto, scavando i laghi e installando settecento massi in uno spazio di 540 metri quadrati. Il giardino è stato progettato per essere visto dalla veranda del padiglione principale, o dalla "Sala della Visione Pura", che si trova su una collina più alta del giardino. Nella parte orientale del giardino, su una penisola c'è un insieme di pietre destinate a rappresentare il mitico Monte Horai. Un ponte di legno conduce a un'isola che rappresenta una gru, e un ponte in pietra collega l'isola ad un'altra che rappresenta una tartaruga la quale è collegata da un ponte di terra coperto alla penisola. Il giardino comprende anche una cascata ai piedi di una collina boscosa. Una caratteristica del giardino del periodo Momoyama visibile nel Sanbo-in è la vicinanza degli edifici all'acqua.
Il periodo Momoyama ha visto anche lo sviluppo della Cha no yu (cerimonia del tè), del chashitsu (casa da tè) e del roji (giardino del the). Il the venne introdotto in Giappone dalla Cina grazie ai monaci buddisti, che lo usavano come stimolante per tenersi svegli durante i lunghi periodi di meditazione. Il primo grande maestro del tè, Sen No Rikyū (1522-1591), definì nei dettagli l'aspetto e le regole della casa del tè e del giardino del tè, seguendo il principio del wabi (侘び) "Sobria raffinatezza e calma".
Seguendo le regole stilate da Sen no Rikyū, la sala da tè avrebbe dovuto sembrare la casa di un monaco eremita. Era una piccola struttura in legno molto semplice, spesso con un tetto di paglia, con appena abbastanza spazio all'interno per due tatami. La sola decorazione consentita all'interno consisteva di un cartiglio con una scritta e un ramo di albero. Non aveva viste sul giardino.
Il giardino era anche piccolo e costantemente irrigato per rimanere umido e verde. Di solito contiene un albero di ciliegio o olmo per portare colori in primavera, ma per il resto non ha fiori colorati o piante esotiche che potrebbero distrarre l'attenzione del visitatore. Un percorso porta all'ingresso della casa tè. Lungo il percorso c'è una panchina per gli ospiti in attesa e un contenitore di pietra con acqua nei pressi della casa da tè, dove gli ospiti si sciacquano le mani e la bocca prima di entrare nella sala da tè attraverso una piccola porta chiamata nijiri-guchi ("strisciare-in ingresso"), dove bisogna chinarsi per passare attraverso. Sen No Rikyu decretò che il giardino doveva essere lasciato vuoto diverse ore prima della cerimonia, in modo che le foglie sarebbero state disperse in modo naturale sulla strada.
Giardini notevoli del periodo comprendono:
- giardino del castello di Tokushima sull'isola di Shikoku
- La casa del tè Tai-an nel tempio Myōki-an a Kyoto, costruita nel 1582 by Sen no Rikyū.
- Sanbō-in a Daigo-ji, nella prefettura di Kyoto (1598)

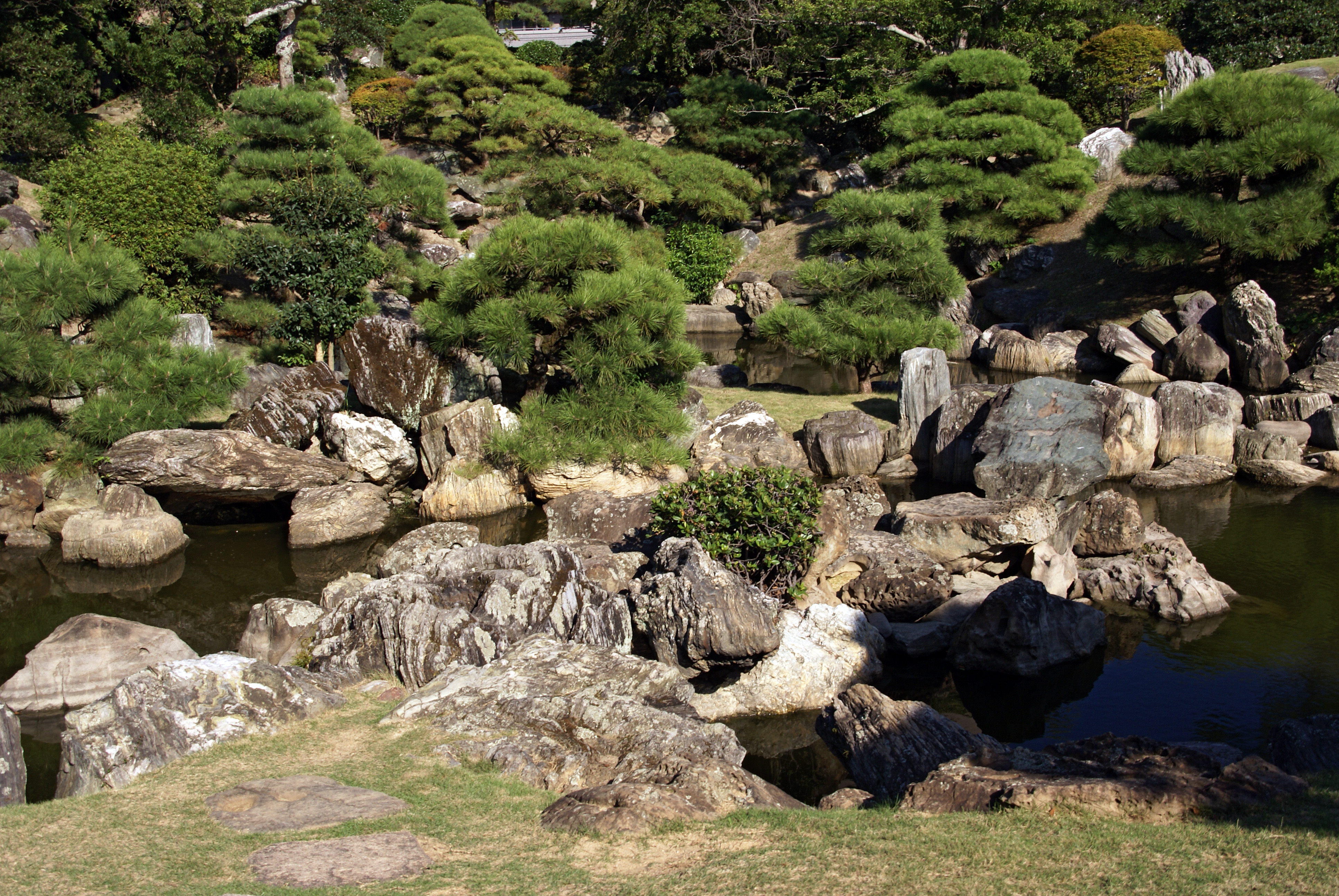
Il giardino al castello di Tokushima, dominato dalle rocce
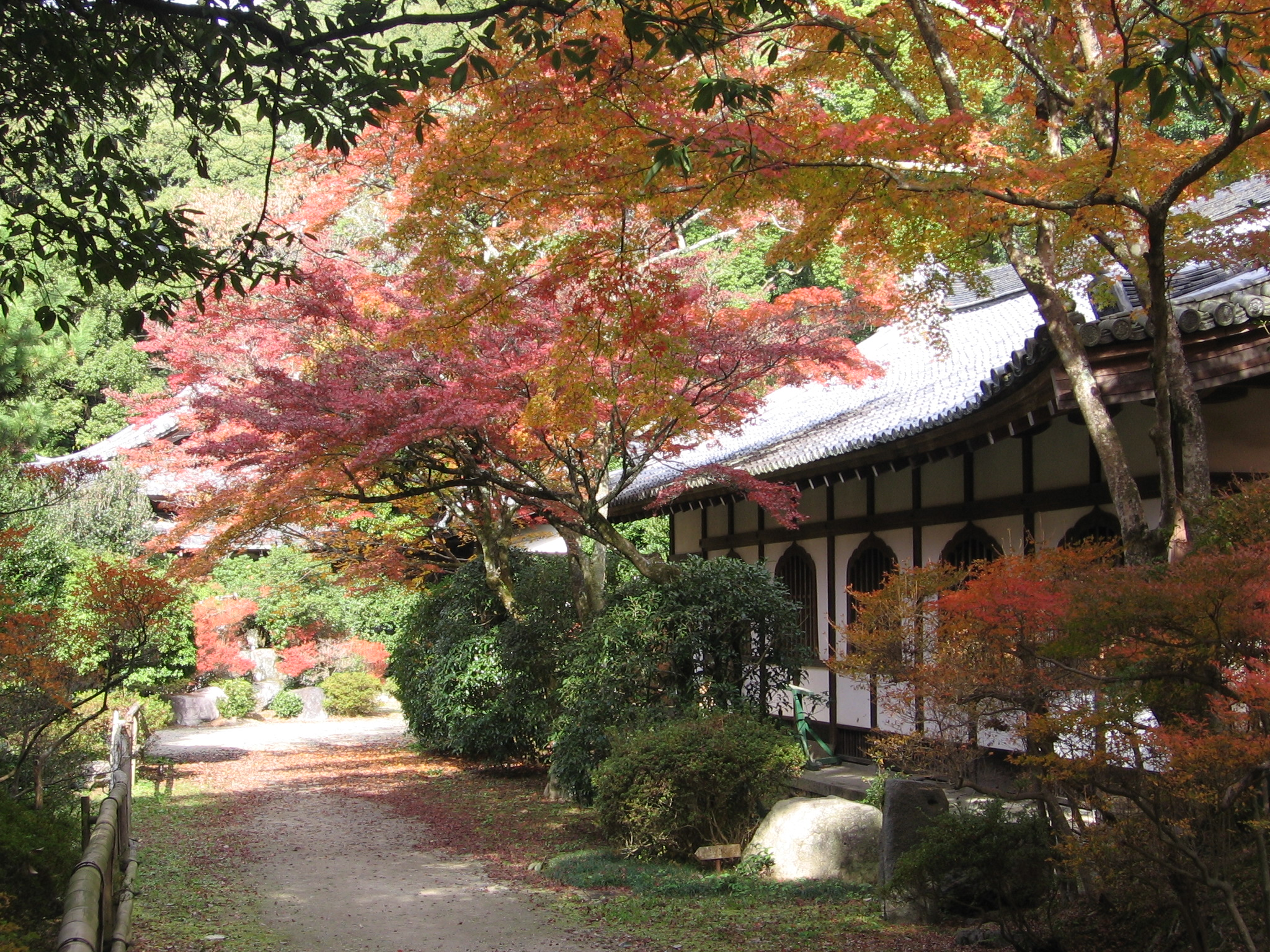
Il giardino a Daigo-ji (1598) è famoso per la fioritura dei ciliegi

### Periodo Edo (1615-1867)

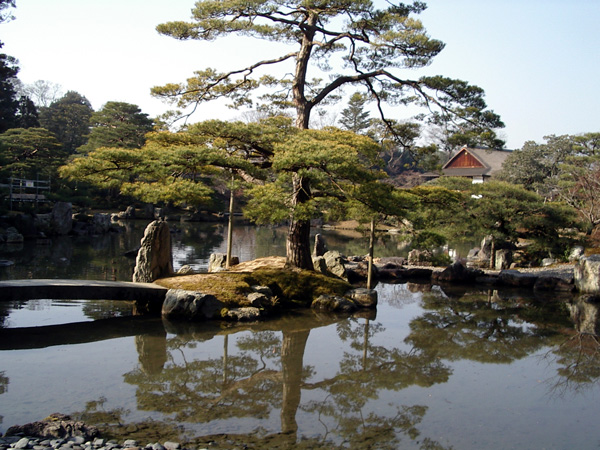
Il giardino della villa imperiale di Katsura a Kyoto (1641-1662), il prototipo per la passeggiata

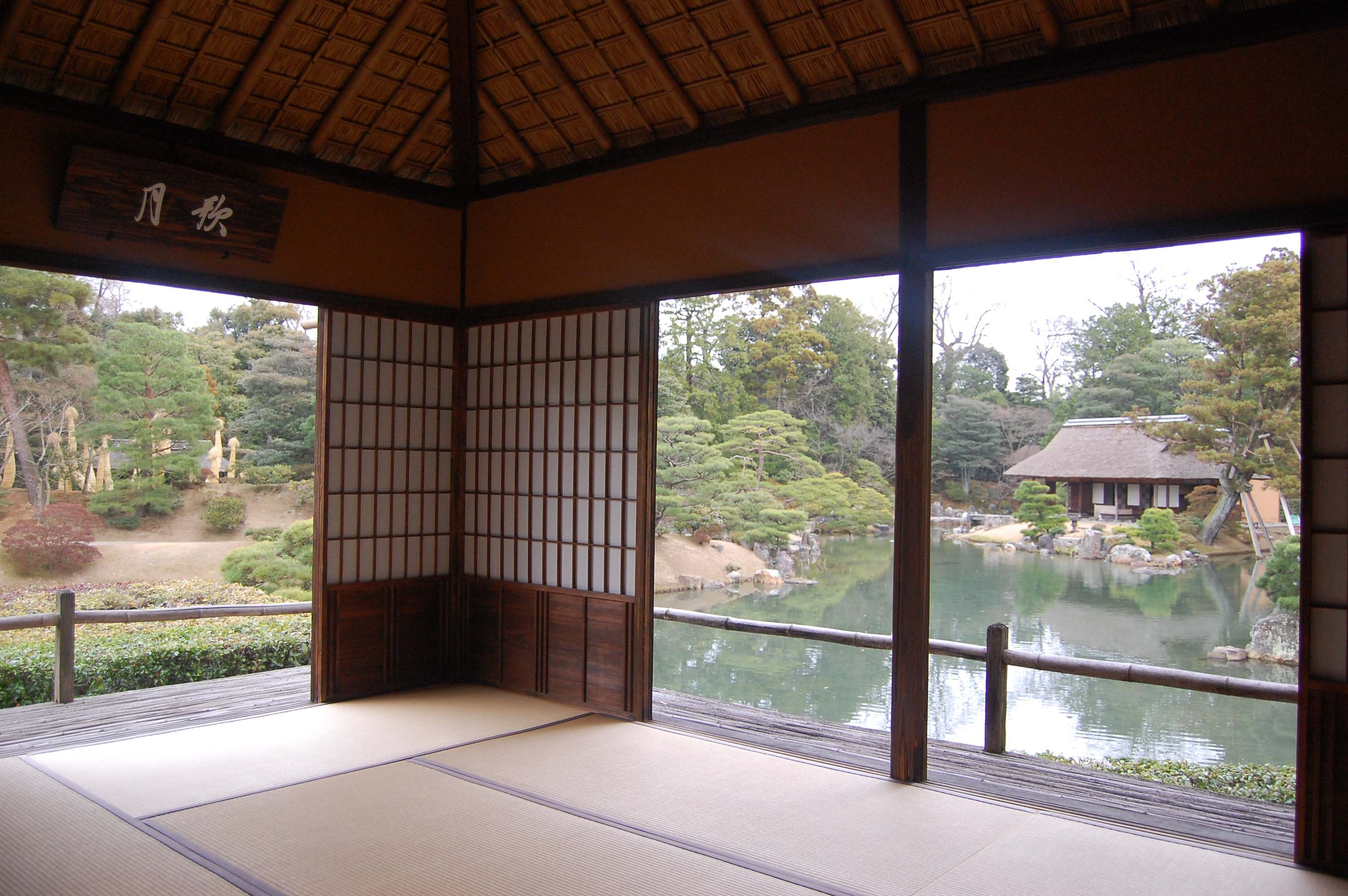
L'interno del Padiglione Geppa della villa imperiale Katsura, perfettamente integrato nel giardino

Durante il periodo Edo il potere fu conquistato e consolidato dal Clan Tokugawa, che assunse la carica dittatoriale ereditaria di shōgun e si stabilì a Edo, la futura Tokyo. Durante questo periodo il Giappone mise in pratica una autarchia assoluta che proibiva l'ingresso e l'uscita dal Paese di uomini e merci (fatta eccezione per l'isola artificiale di Dejima nel porto di Nagasaki). Mentre il centro politico del Giappone era centrato intorno al castello di Edo, la residenza dell'imperatore e la maggior parte delle istituzioni religiose rimasero a Kyoto. Gli shogun lasciarono poco potere all'imperatore, ma fornirono generosi finanziamenti per la costruzione di giardini.
Il periodo Edo vide la diffusione di un nuovo tipo di architettonico chiamato sukiya-zukuri (数寄屋造り?) che prendeva le mosse dalle sukiya, ovvero le case da tè per la cerimonia del cha no yu: ideate durante il periodo Muromachi e composte in forma di rustici eremi montani in ossequio agli ideali wa kei sei jaku (和敬清寂? "armonia, rispetto, purezza, tranquillità"), le sukiya vennero prese a modello e le loro forme architettoniche incorporate anche in altri edifici quali residenze di campagna o palazzi nobiliari.
Lo stile sukiya-zukiri fu utilizzato nel giardino più famoso del periodo, la Villa imperiale di Katsura a Kyoto, che sarà poi di esempio a numerosi altri giardini. Gli edifici furono costruiti in modo apparentemente molto semplice, ma utilizzano in realtà materiali di eccezionale qualità e tecniche di carpenteria particolarmente raffinate. Al contrario del perimetro cinto da alberi grandi e fitti, la parte centrale del giardino è sgombra da alberi o strutture molto alte o invadenti, così da dare una sensazione di vastità e continuità percepibile sia dentro sia fuori dagli edifici. Questi ultimi sono disposti in modo da essere sempre visti di spigolo, secondo la disposizione diagonale chiamata ganko (雁行? "formazione di oche selvatiche in volo").
La maggior parte dei giardini del periodo Edo si avvalgono di ampi lotti e sfruttano tecniche costruttive e paesaggistiche che valorizzano le caratteristiche orografiche del terreno scelto. I giardini in stile kaiyūshiki (回遊式? "stile passeggiata"), tipici di questo periodo, utilizzano le naturali asperità del terreno per creare laghetti a forma di cuore e sentieri serpentini che offrono molteplici punti di vista sul paesaggio sia interno sia esterno al lotto; il paesaggio esterno, che finora era generalmente oscurato da cortine di alberi sul perimetro del giardino, viene integrato attraverso l'uso della tecnica shakkei (借景? ”paesaggio in prestito"), ovvero l'apertura di spazi fra gli alberi sul perimetro per consentire di ammirare il paesaggio in lontananza. Per questo motivo la posizione del lotto era fondamentale, perché doveva tenere conto non solo delle condizioni del terreno, ma anche della presenza di eventuali paesaggi lontani interessanti da contemplare da dentro il giardino, come montagne o isole o il mare. I giardini kaiyūshiki ricostruiscono spesso dei paesaggi in miniatura, sia reali (citazioni di famosi paesaggi naturali come il Fuji o altri) o immaginari (citazioni da leggende o poesie).
Giardini famosi di questo periodo sono:
- Villa Imperiale di Shugakuin;
- Shisen-do (1641);
- Suizenji Jōju-en;
- Giardino di Hamarikyū, Tokyo;
- Rikugi-en, Tokyo;
- Kōraku-en, Okayama (dal 1687);
- Giardino Ritsurin a Takamatsu;
- Koishikawa Kōraku-en, Tokyo (1629);
- Ninna-ji a Kyoto;
- Emman-in a Ōtsu;
- Sanzen-in a nord di Kyoto;
- Chishaku-in a sud-est di Kyoto;
- Joju-in, nel tempio di Kiyomizu-dera, a sud-est di Kyoto (1688-1703);
- Manshu-in a nord-est di Kyoto (1656);
- Nanzen-ji, a est di Kyoto. (1688-1703).

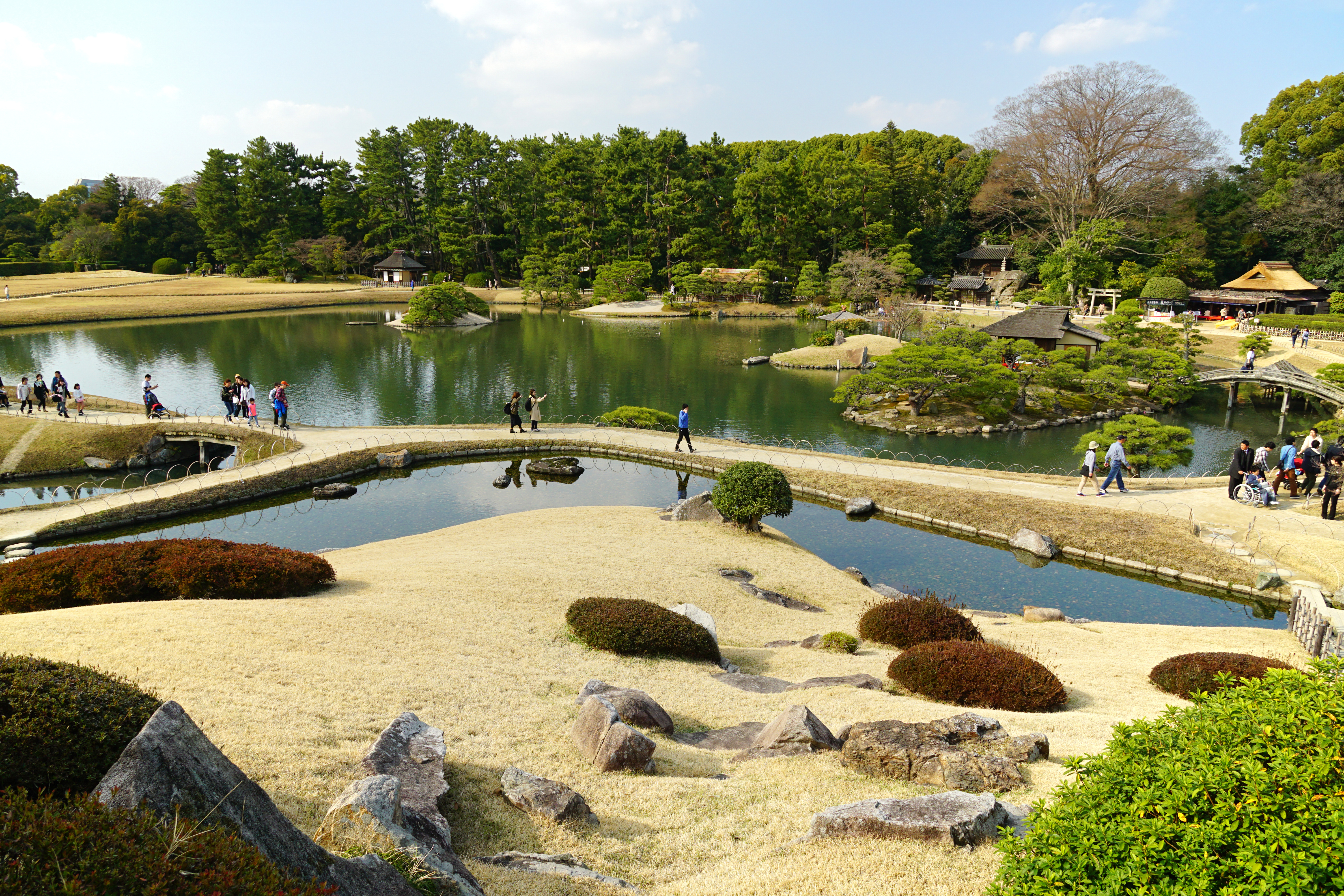
Kōraku-en a Okayama, iniziato nel 1700
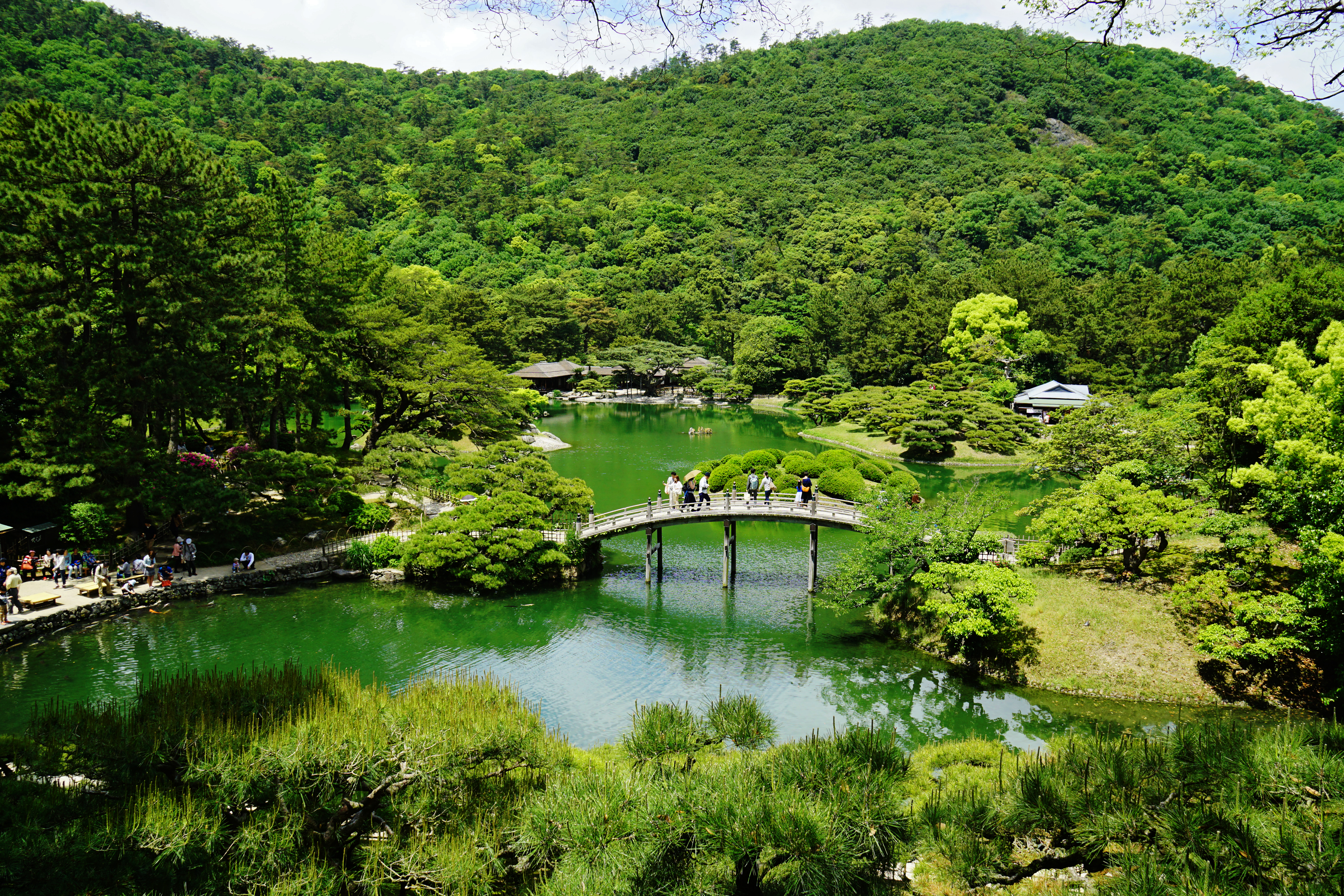
Giardino Ritsurin a Takamatsu, iniziato nel 1625
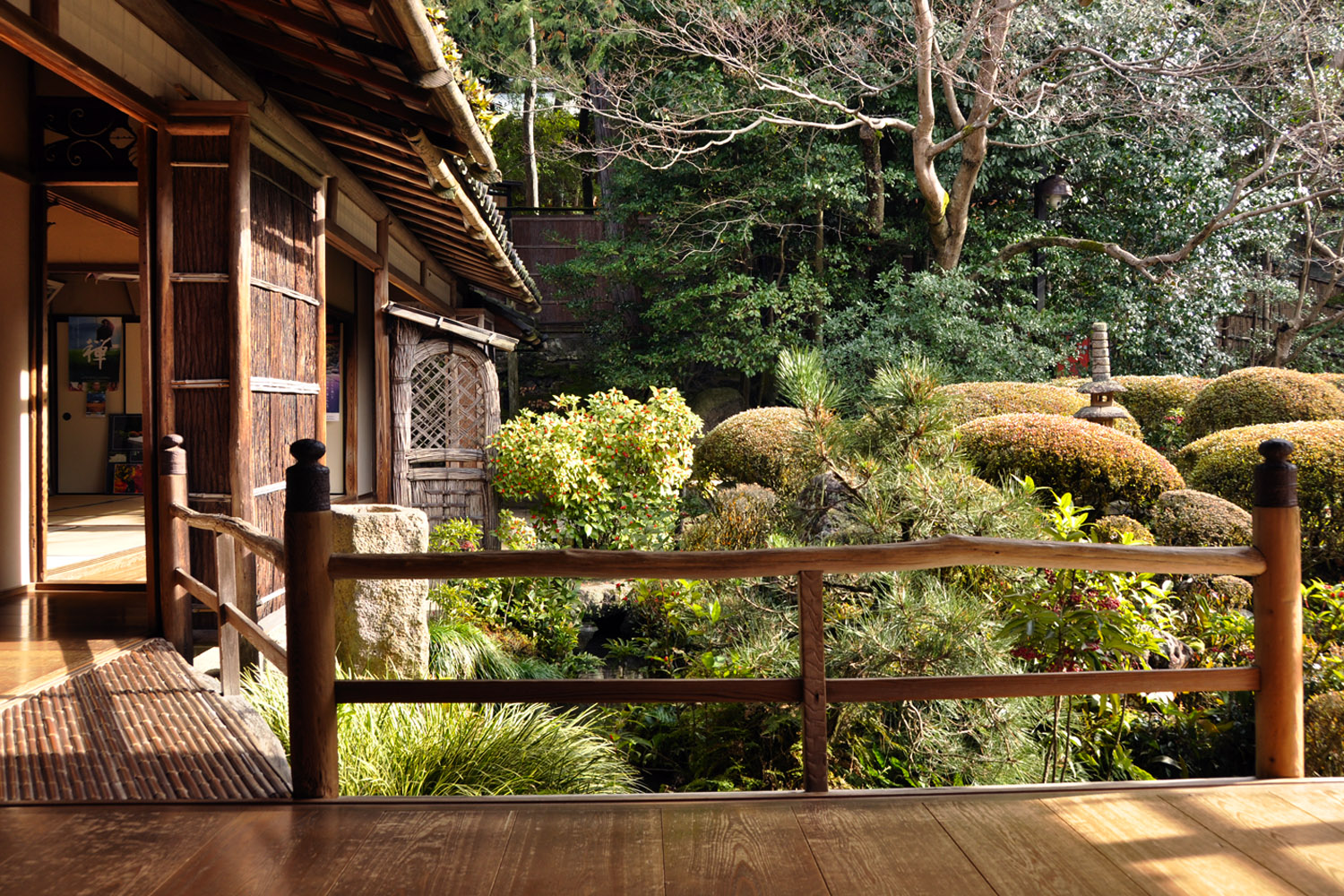
Il giardino eremo del poeta e studioso Ishikawa Jozan a Shisen-dō, costruito nel 1641, e che in seguito divenne un tempio.
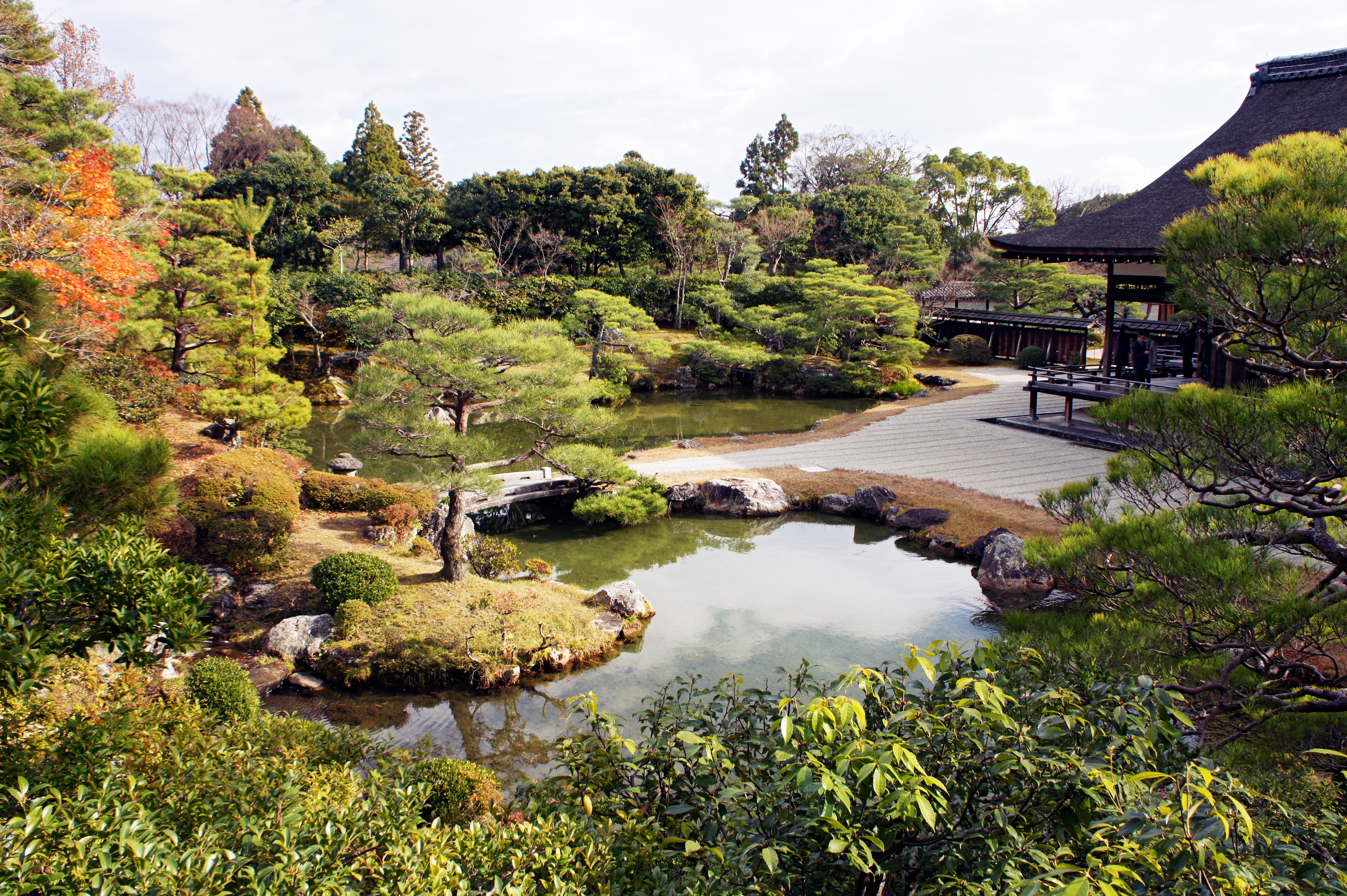
Il giardino nord Ninna-ji a Kyoto, un classico giardino da passeggiata
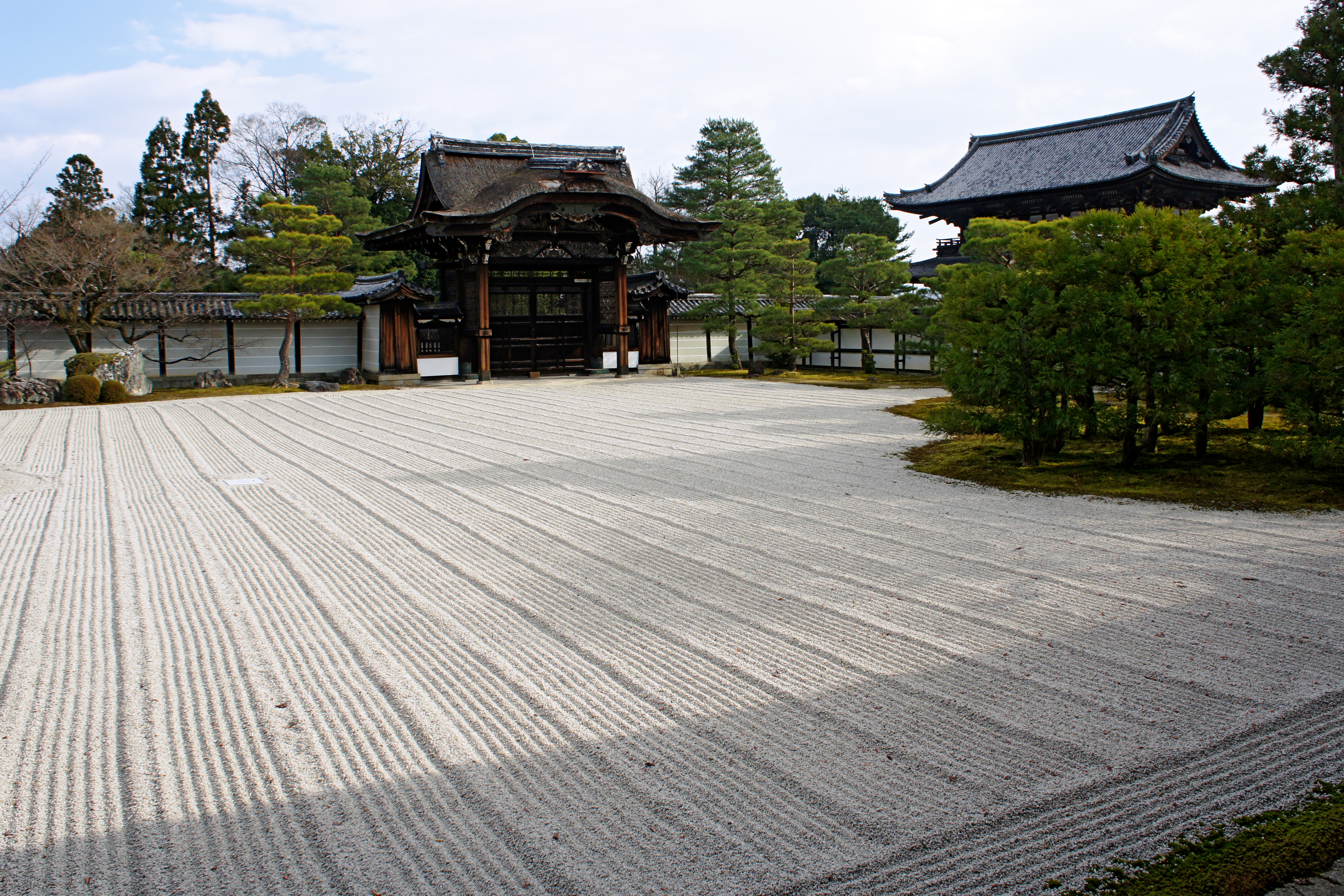
Il giardino sud Ninna-ji, un giardino roccioso zen
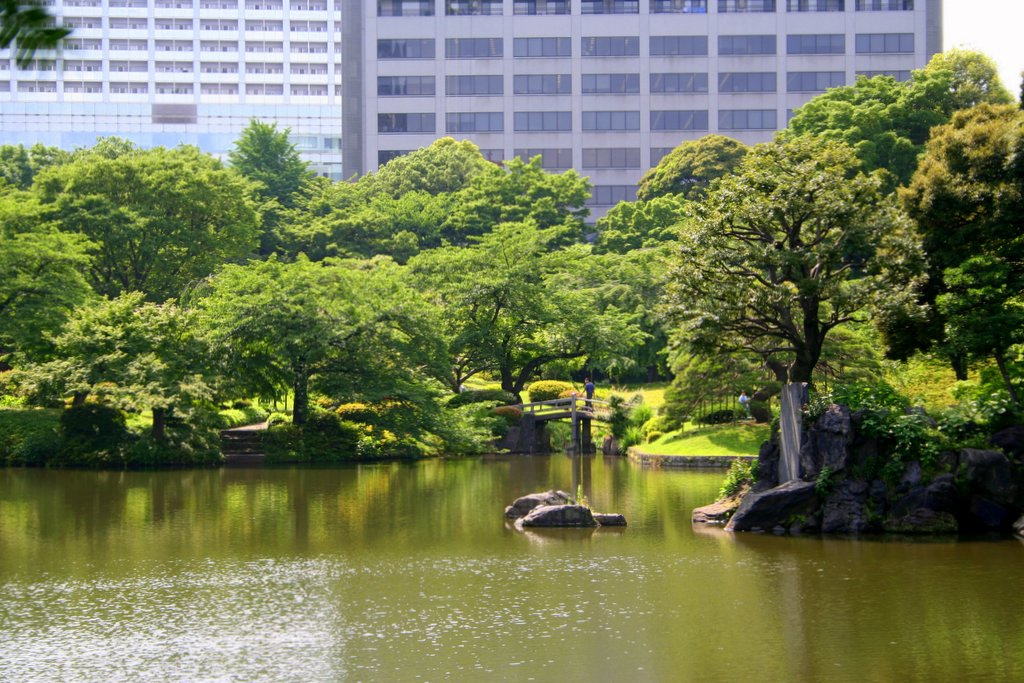
Il Koishikawa Kōraku-en a Tokyo, iniziato nel 1629, è ora circondato da edifici per uffici
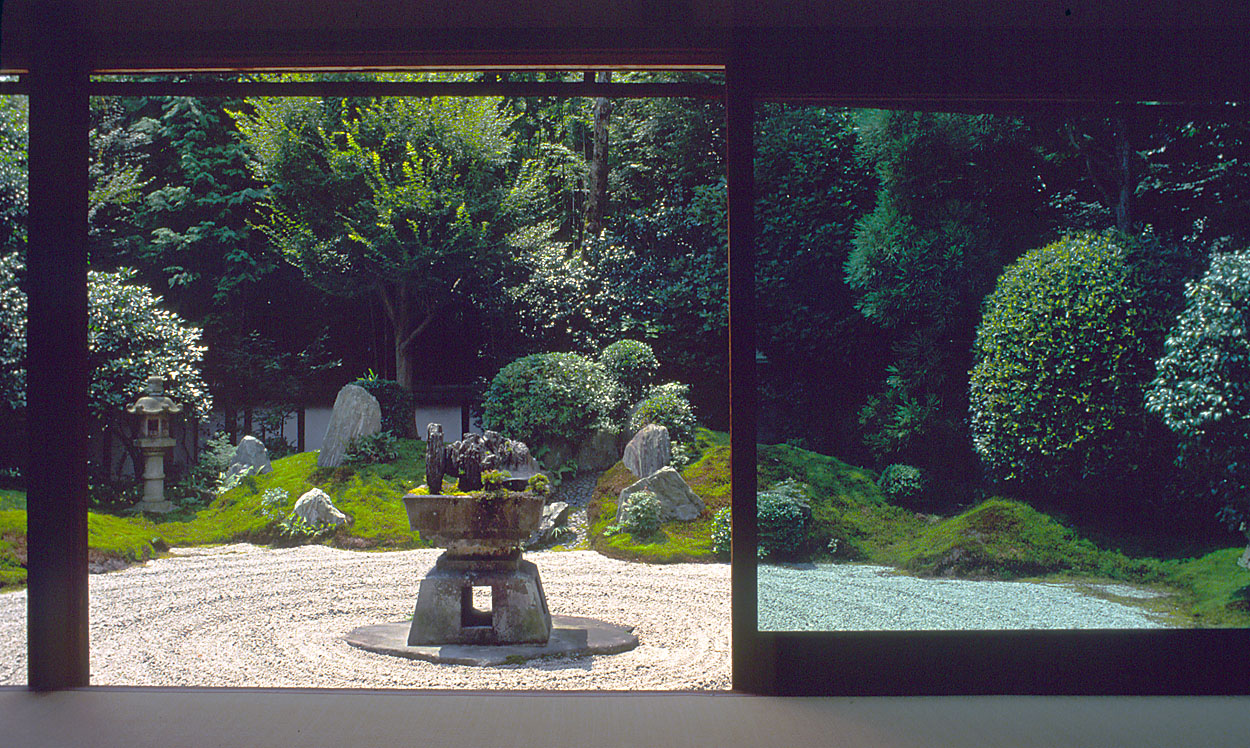
Il punto di vista più famoso del Suizen-ji è la montagna in miniatura che assomiglia al Monte Fuji

### Periodo Meiji (1868–1912)
Il periodo Meiji vide la modernizzazione del Giappone e la sua riapertura all'Occidente. Molti vecchi giardini privati furono abbandonati e casddero in rovina. Nel 1871 i giardini del periodo Edo furono trasformati per legge in parchi pubblici garantendone la preservazione. L'influenza occidentale portò al progetto di giradini come il Giardino Kyu-Furukawa o il Shinjuku Gyoen, entrambi a Tokyo. Altri più a nord del Giappone rimasero legati allo stile del periodo Edo. una terza ondata fu lo stile naturalistico, inventato da capitani dell'industria e politici potenti, come Aritomo Yamagata. Ben presto molti giardinieri progettarono e costruirono giardini per soddisfare questo gusto. Uno dei giardinieri meglio conosciuti per la sua perfezione tecnica in questo stile fu Ogawa Jihei VII, noto anche come Ueji.
Giardini di questo periodo includono:
- Giardino Kyu-Furukawa
- Kenroku-en, XVIII e XIX secolo, terminato nel 1874
- Chinzan-so a Tokyo nel 1877.
- Murin-an a Kyoto, terminato nel 1898.

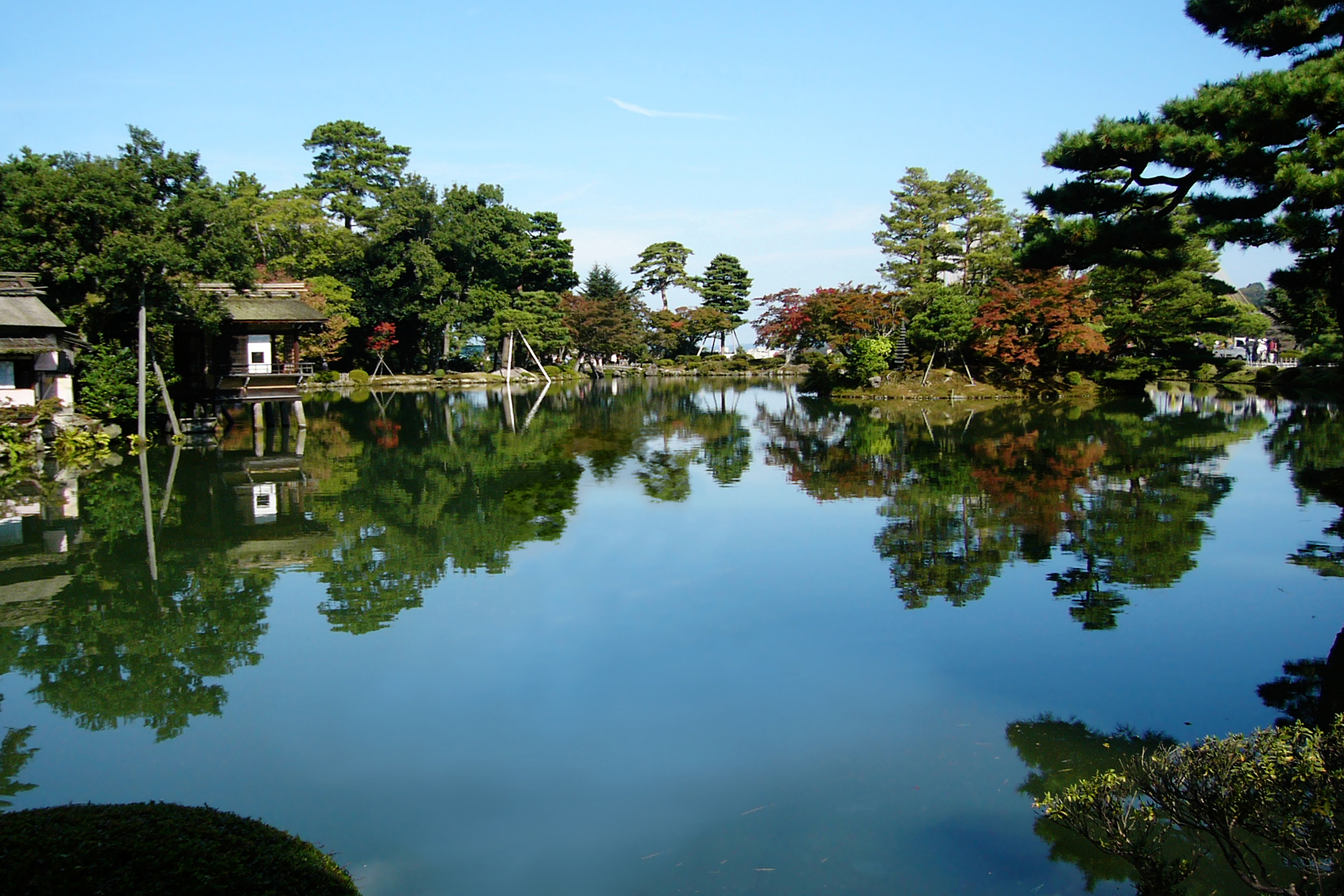
Kenroku-en a Kanazawa
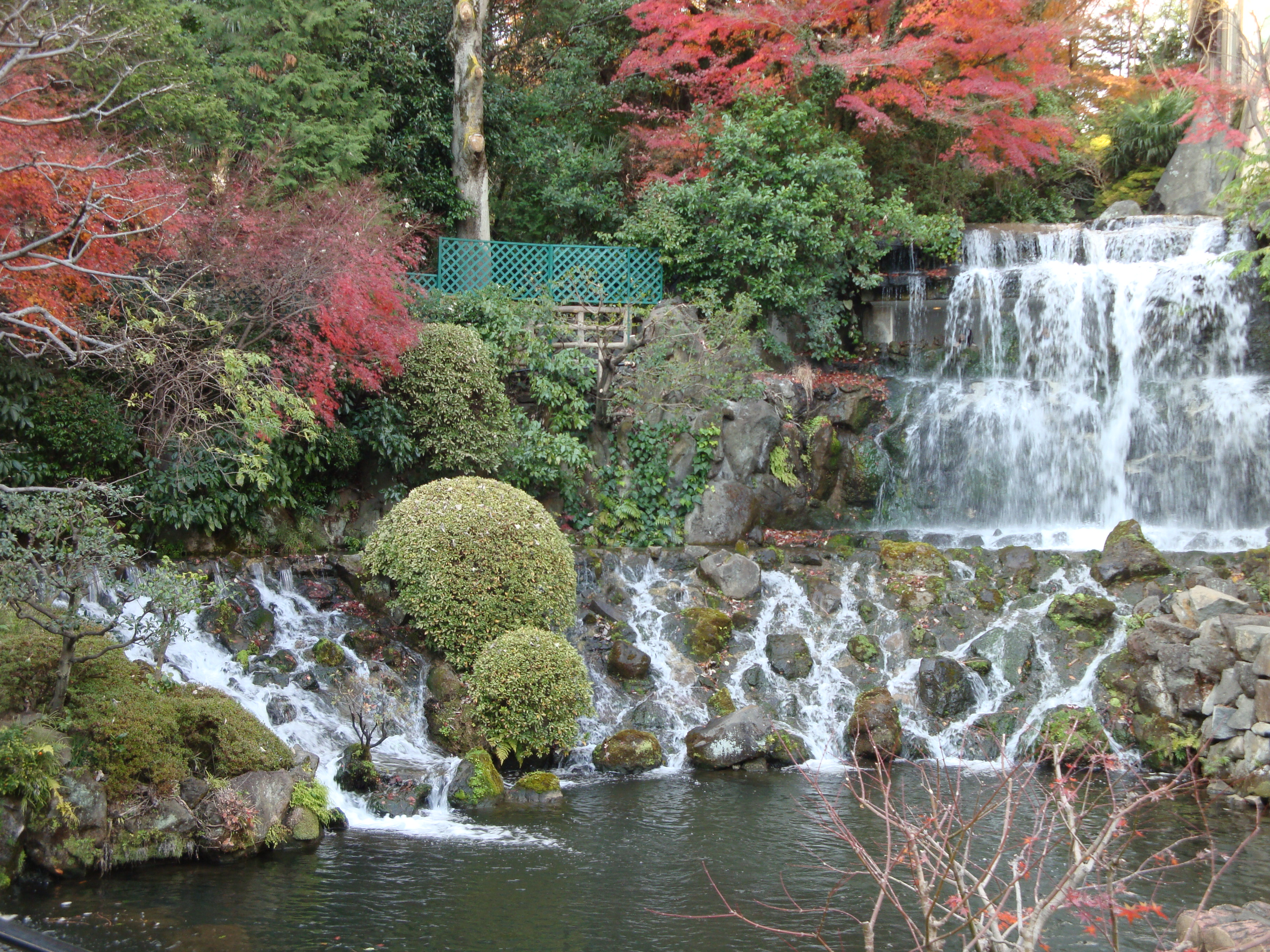
Chinzan-so a Tokyo
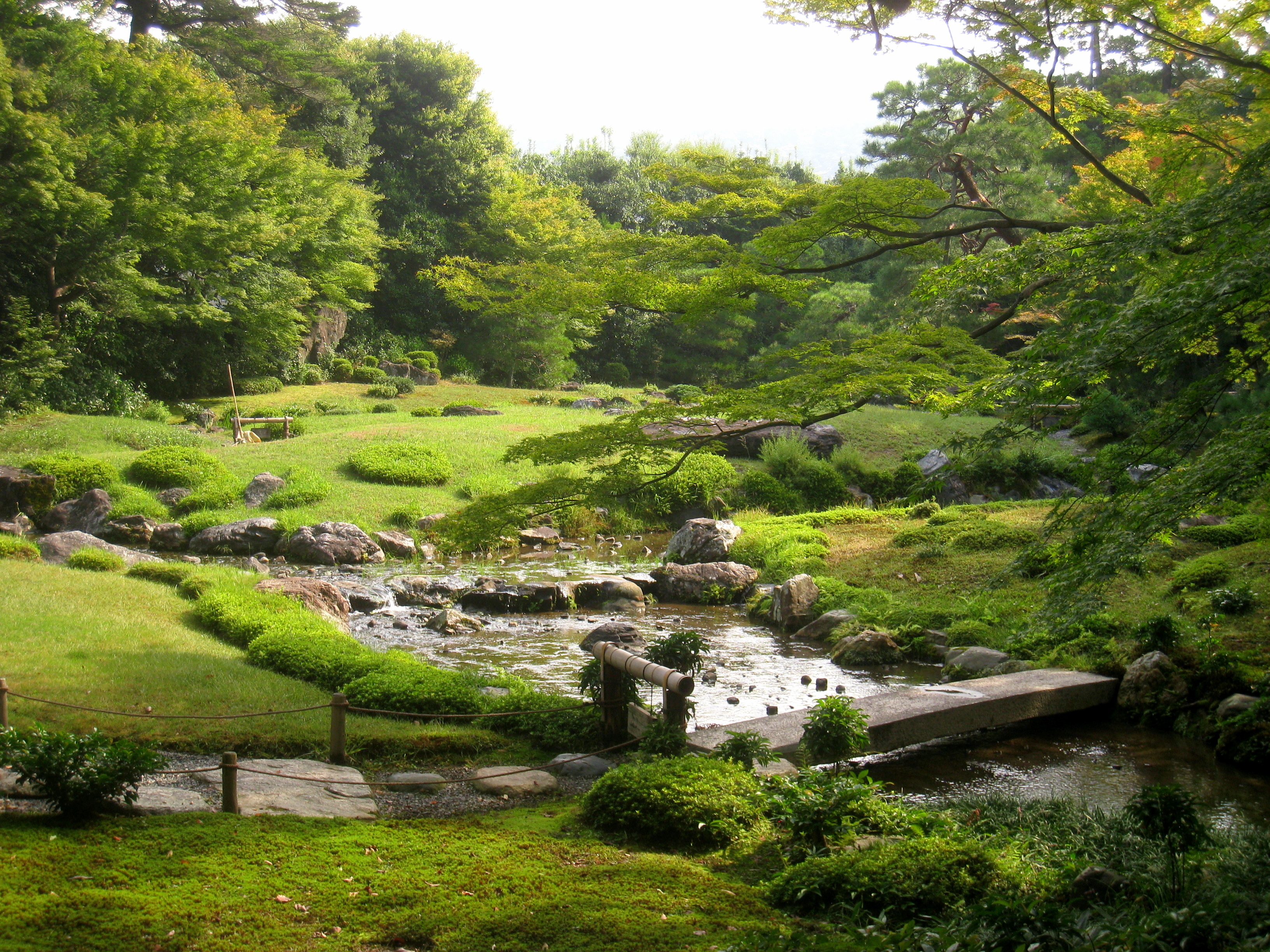
Murin-an a Kyoto